# Storia della moda 1600-1650

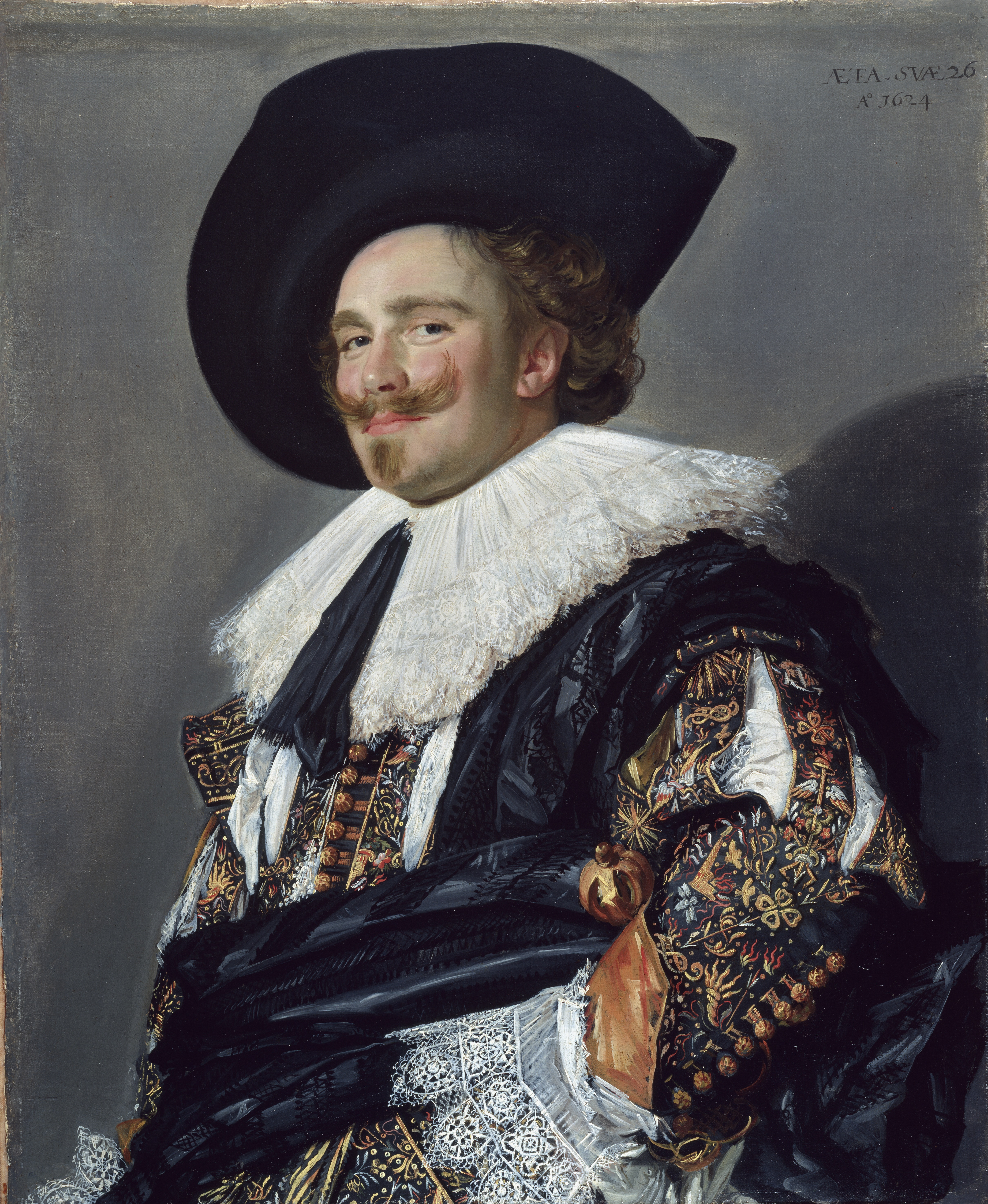
Il cavaliere che ride di Frans Hals (oggi nella Wallace Collection) è vestito con un farsetto aperto, reticella, collare di pizzo e manicotti e un cappello a tesa larga. Dipinto del 1600

La storia della moda nel periodo 1600 nell'Europa occidentale è caratterizzata dalla sparizione della gorgiera in favore di pizzi e collari, farsetti aperti, cappelli alti e a tesa larga. Per gli uomini, la calzamaglia medievale venne rimpiazzata dai primi calzoni.

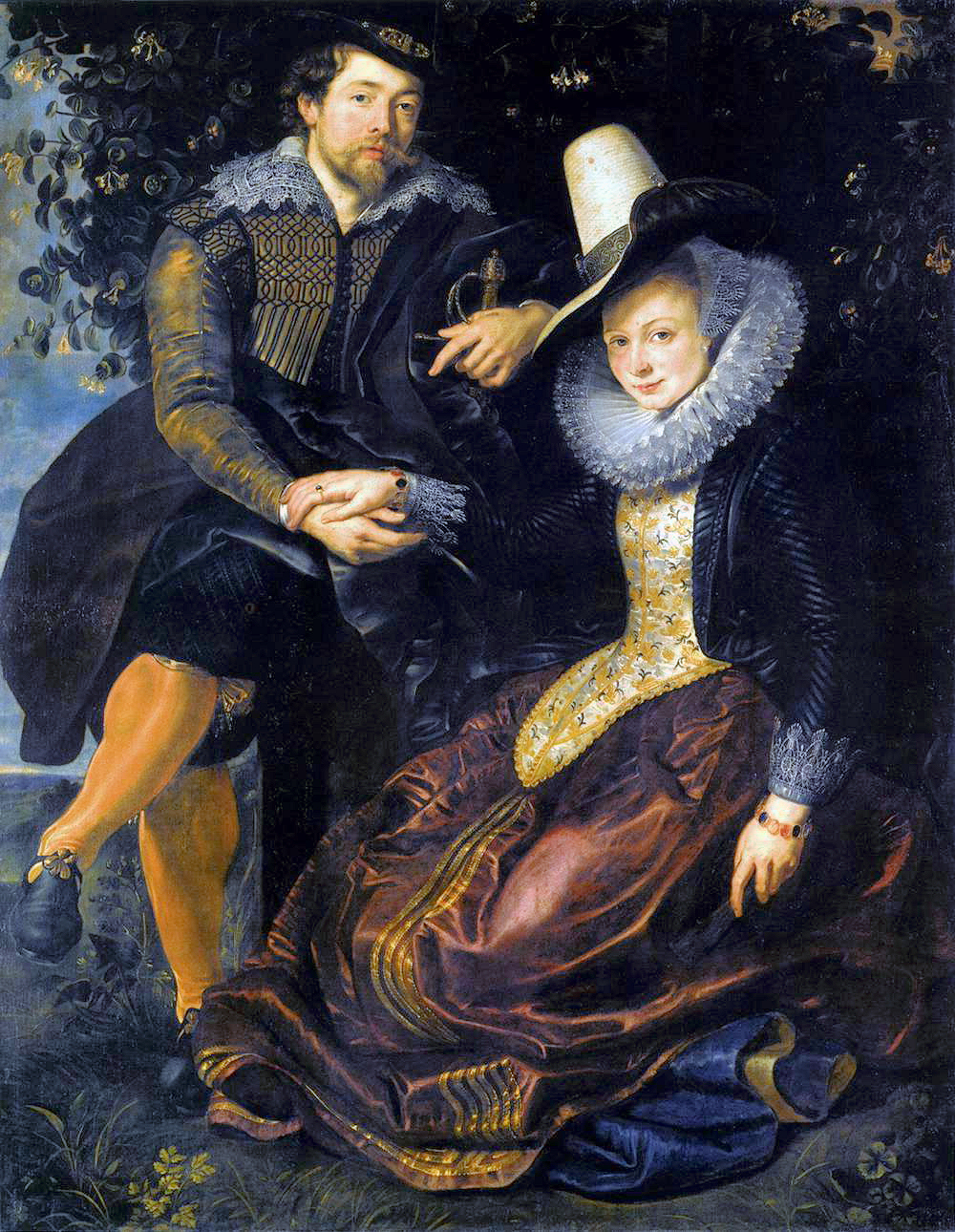
L'artista Rubens con la sua prima moglie c. 1609, Alte Pinakothek. La sua lunga pettorina e la giacca superiore sono caratteristiche della moda olandese dell'epoca

La silhouette, un tempo importante, venne abbandonata attorno al 1615 e gradualmente andò ammorbidendosi negli abiti al punto che già negli anni '20 e '30 del secolo iniziarono a comparire le prime maniche a sbuffo.
La moda spagnola rimase profondamente conservatrice in questo senso, conservandosi in Spagna e nei Paesi Bassi (all'epoca sottoposti al governo spagnolo) mentre scomparve in Francia ed in Inghilterra.
Le tensioni sociali che portarono alla guerra civile inglese mutarono anche la moda inglese dell'epoca, passando dall'elaborato stile della moda alla corte di Giacomo I d'Inghilterra e di suo figlio Carlo I, d'ispirazione francese, a quello più sobrio promosso dai puritani ed esportato anche nei primi insediamenti del Nuovo Mondo.
Nei primi decenni del secolo, la tendenza di poeti ed artisti ad adottare posizioni melanconiche e nostalgiche si rifletté anche nella moda con la predilezione per i colori scuri, collari aperti, farsetti sbottonati e generalmente un atteggiamento sfatto.

## Influenze
L'epoca compresa tra il 1620 ed il 1650 circa è un periodo di transizione per la moda, che non mostra un'immagine completamente uniforme in tutti i paesi europei. In diversi stati vi erano differenze evidenti, a seconda che si fosse più orientati verso la moda spagnola (incluse religione e cultura; la Spagna tenne per lungo tempo un abbigliamento proprio, moto conservatore e rigoroso) o verso quella francese, che alla fine prevalse attorno alla metà del secolo.
A volte si dice che la moda di questo periodo sia stata influenzata dal panorama della moda olandese o fiamminga. Questa impressione deriva principalmente dal fatto che quest'epoca fu di particolare splendore per la pittura di quest'area geografica con una vera e propria collezione di immagini di genere e ritratti, ma in realtà i dettami olandesi furono meno influenti di quanto si pensa sugli sviluppi del costume europeo. I ritratti di pittori come Frans Hals, Rembrandt, Verspronck e altri mostrano come i ricchi cittadini di religione riformata dei Paesi Bassi settentrionali tendevano ad avere uno stile di abbigliamento più ispirato ai dettami dei puritani con l'uso del nero e pochi ornamenti e pizzi rispetto alla tendenza generale della moda del primo periodo barocco.
È interessante notare che nel sud dell'Europa, profondamente cattolico, e specialmente in Spagna, durante questo periodo fu messa da parte (e non solo nella moda) venne ripresa con vigore la moda delle gorgiere e di abiti neri dall'aspetto ascetico e disadorno sia nella moda femminile che in quella maschile.
Questo costume iniziò a perdersi in parte dalla guerra dei trent'anni, ma già dal 1620 poteva dirsi largamente influenzato alla moda francese, uno degli stati meno coinvolti fisicamente dalla guerra. L'abbigliamento più elegante e progressista, quello che era noto come "l'ultima moda", era quello stato indossato alla corte francese ed in Inghilterra (all'epoca profondamente influenzata dalla Francia) durante questo periodo. Le incisioni di Abraham Bosse e Wenzel Hollar, ad esempio, così come i ritratti dei fratelli Beaubrun della corte francese, e in particolare i ritratti di Antoon van Dyck, testimoniano questo fatto. Quest'ultimo artista, inoltre, lavorò per diversi anni alla corte di Carlo I d'Inghilterra e documentò come l'influenza francese avesse largamente influenzato la moda inglese, grazie anche alla presenza della regina Enrichetta Maria, una Borbone di Francia.
In Germania, dal 1630 circa, vi fu una sostanziale opposizione ad aderire al costume francese, frutto dell'atteggiamento anti-francese sviluppatosi a causa della guerra.
Vi furono anche dei tentativi per frenare il lusso eccessivo nell'abbigliamento o la tendenza ad utilizzare pizzi ed ornamenti in maniera smisurata; nella stessa Francia, ad esempio, Luigi XIII emise un editto in questo senso nel 1633, ma venne scarsamente rispettato anche a corte.

## Caratteristiche generali
Rispetto alla precedente moda che poneva maggiore enfasi su una figura alta e snella, la silhouette tra il 1620 e il 1650 divenne significativamente più arrotondata e più ampia per entrambi i sessi. Tuttavia, questa impressione è stata ottenuta con l'uso di abiti imbottiti, come nella moda spagnola e come pure dal rialzo della linea della vita per entrambi i sessi (soprattutto intorno al 1630), e dall'espansione delle gonne nella moda femminile e dei mantelli e cappotti maschili.
La moda del primo barocco manifestò anche una certa tendenza al giocoso ed al fiorito con la presenza in generale di molto pizzo, indossato da entrambi i sessi, in particolare su colletti e polsini, e dalle donne anche sul petto, mentre gli uomini lo portavano anche sulle calze alle ginocchia. Nella moda inglese dell'epoca, in particolare, presero piede nastri, fiocchi e coccarde. Le gorgiere spagnole passarono gradualmente di moda e lasciarono il posto a colletti sempre più piatti e larghi, sempre realizzati in pizzo ma meno rigidi.
Le transizioni della moda sotto la prima parte del regno di Luigi XIV in Francia furono particolarmente fluide, poiché questa stava già iniziando a mutare attorno al 1640.

## Moda maschile

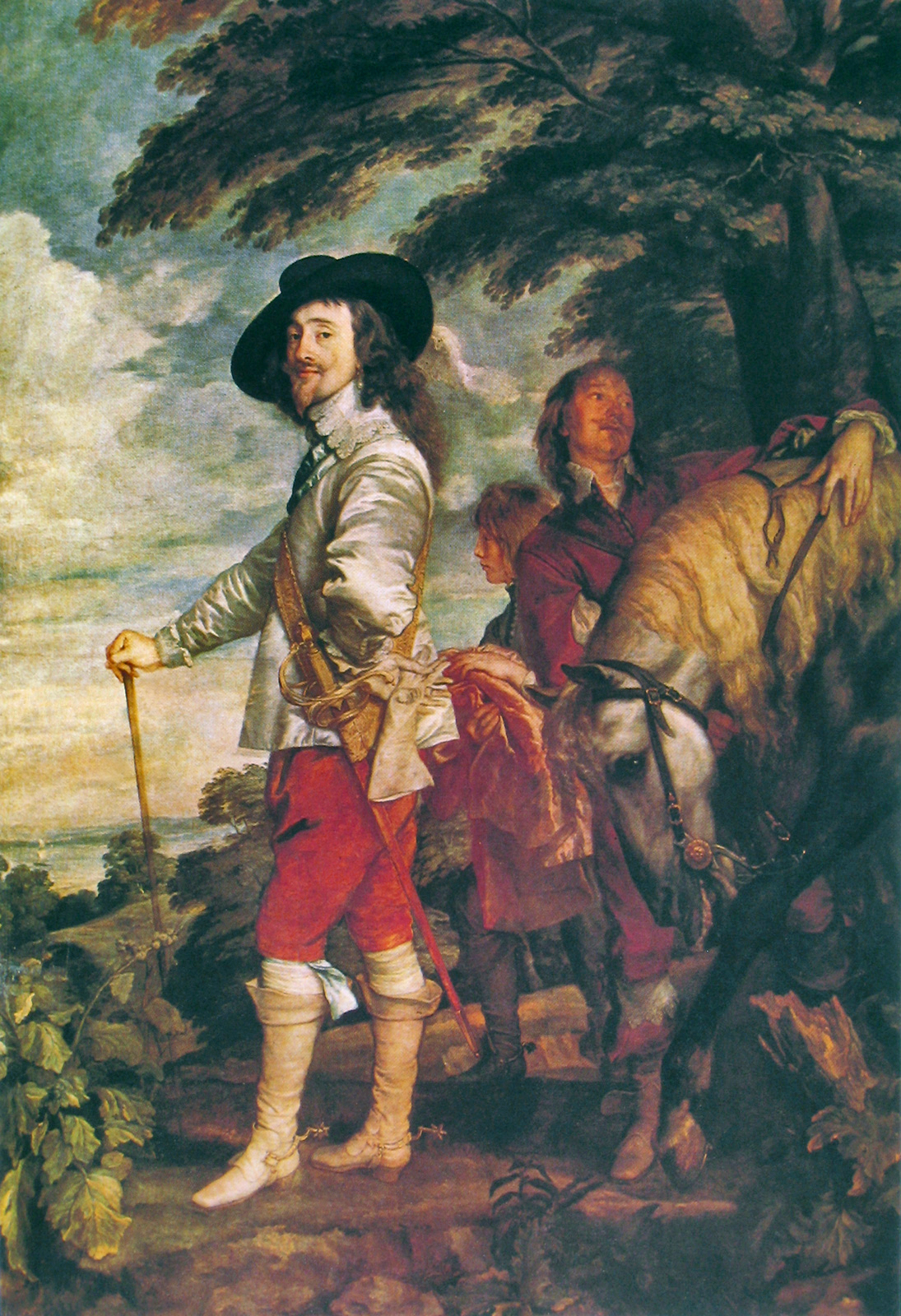
Antoon van Dyck, Carlo I d'Inghilterra, 1635

Nella moda maschile l'immagine dell'uomo della prima metà del Seicento è caratterizzata dalla presenza di farsetti e giacche con larghe code nella parte finale simile alle giacche in uso in ambito militare. I farsetti vennero dotati di spacchi decorativi sulle maniche o sul petto, da cui spesso sporgeva la camicia bianca sottostante. Negli anni '20 del Seicento le gorgiere erano ancora usate, ma sempre più spesso non erano rinforzate, così cadevano sciolte sulle spalle; si mantennero un po' più rigide nei Paesi Bassi per l'influenza della corte spagnola. In alcuni casi il colletto divenne molto ampio pur mantenendo il pizzo caratteristico, giungendo addirittura a coprire tutte le spalle. I pantaloni, non più a sbuffo come in precedenza, cadevano con larghe pieghe attorno alle cosce ed erano spesso legati al ginocchio con l'uso di nastri, talvolta molto elaborati.
Il costume era completato da una spada indossata su una bandoliera larga e con la presenza di un cappello a tesa larga di feltro che poteva essere portata rivoltata davanti, di lato, dietro o in due punti, e adornato con una o più piume di struzzo.
Gli stivali (necessari in guerra) erano considerati un accessorio importante, portati alti alla moda, fino al di sotto delle ginocchia, in pelle al naturale, con decorazioni al bordo. Questo abbigliamento era indossato non solo da mercenari e soldati durante la guerra, ma anche da uomini istruiti e da aristocratici. Il bordo, spesso realizzato in pizzo, veniva rivoltato sopra o sotto il ginocchio, oppure gli stivali venivano ripiegati verso il basso in modo da dare maggiore spazio alla presenza dei calzoni che potevano terminare anch'essi con decorazioni in pizzo o nastri. Notissime sono in questo senso le rappresentazioni pittoriche di Peter Paul Rubens, van Dyck o Rembrandt.
A corte si potevano indossare anche scarpe basse per gli uomini, le quali potevano essere anche aperte lateralmente o decorate con un grande fiocco o rosone nella parte superiore.
Gli uomini più alla moda erano soliti indossare molti pizzi, fiocchi e nastri secondo i dettami della moda aristocratica francese dell'epoca, motivo per cui si attirarono le critiche dei puritani tedeschi o inglesi.
Anche i capelli degli uomini divennero sempre più lunghi tra il 1620 e il 1650 e spesso scendevano fino al colletto. Dopo il 1630 divennero di moda anche i capelli mossi e ricci. Alcuni uomini lasciano crescere solo una o due ciocche di capelli sulla parte posteriore del collo, di modo da poterli intrecciare per formare un codino da legare poi con un fiocco: questa acconciatura venne chiamata cadenettes dal nome del maresciallo Cadenet che era solito utilizzarla. Alla capigliatura fluente si abbinavano inoltre sovente un paio di baffi (a volte leggermente attorcigliati) e un pizzetto corto.

Moda maschile1620-1650
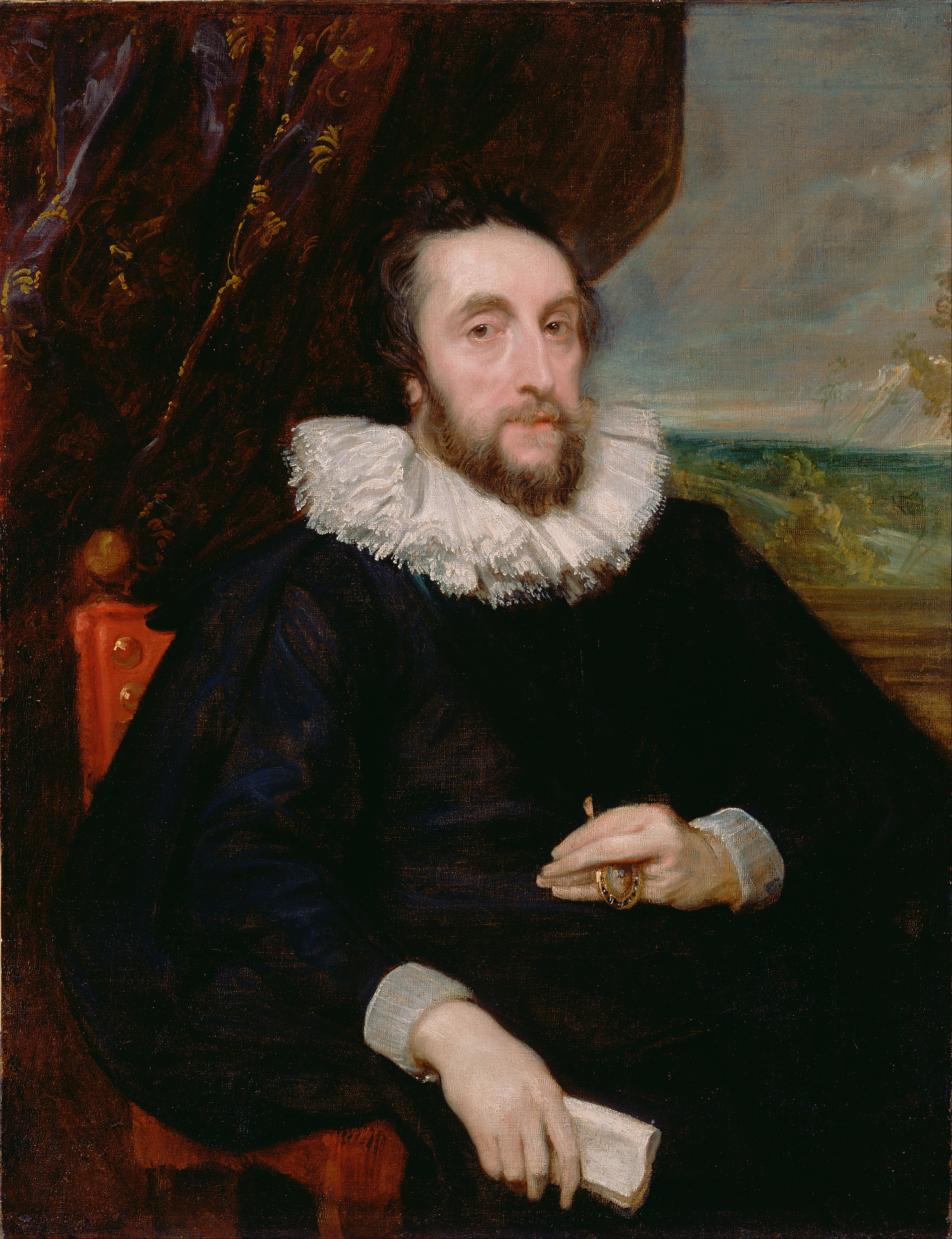
Antoon van Dyck: Thomas Howard, II conte di Arundel, 1620–21
Georg Günther Kraill von Bemeberg, Il capitano Pawel von Essens, 1623
Georg Günther Kraill von Bemeberg, Il capitano Jörgen Pålman, 1623
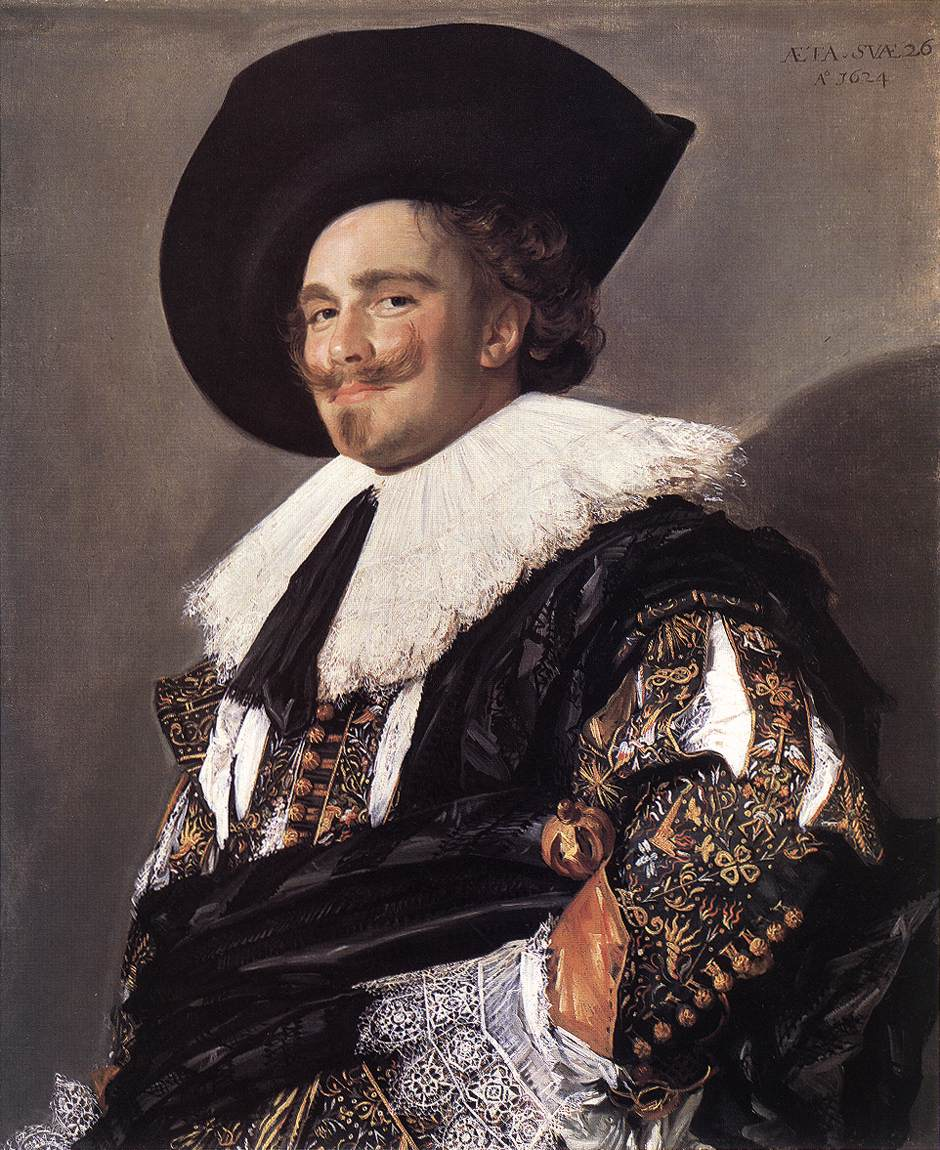
Frans Hals, Il cavaliere che ride, 1624
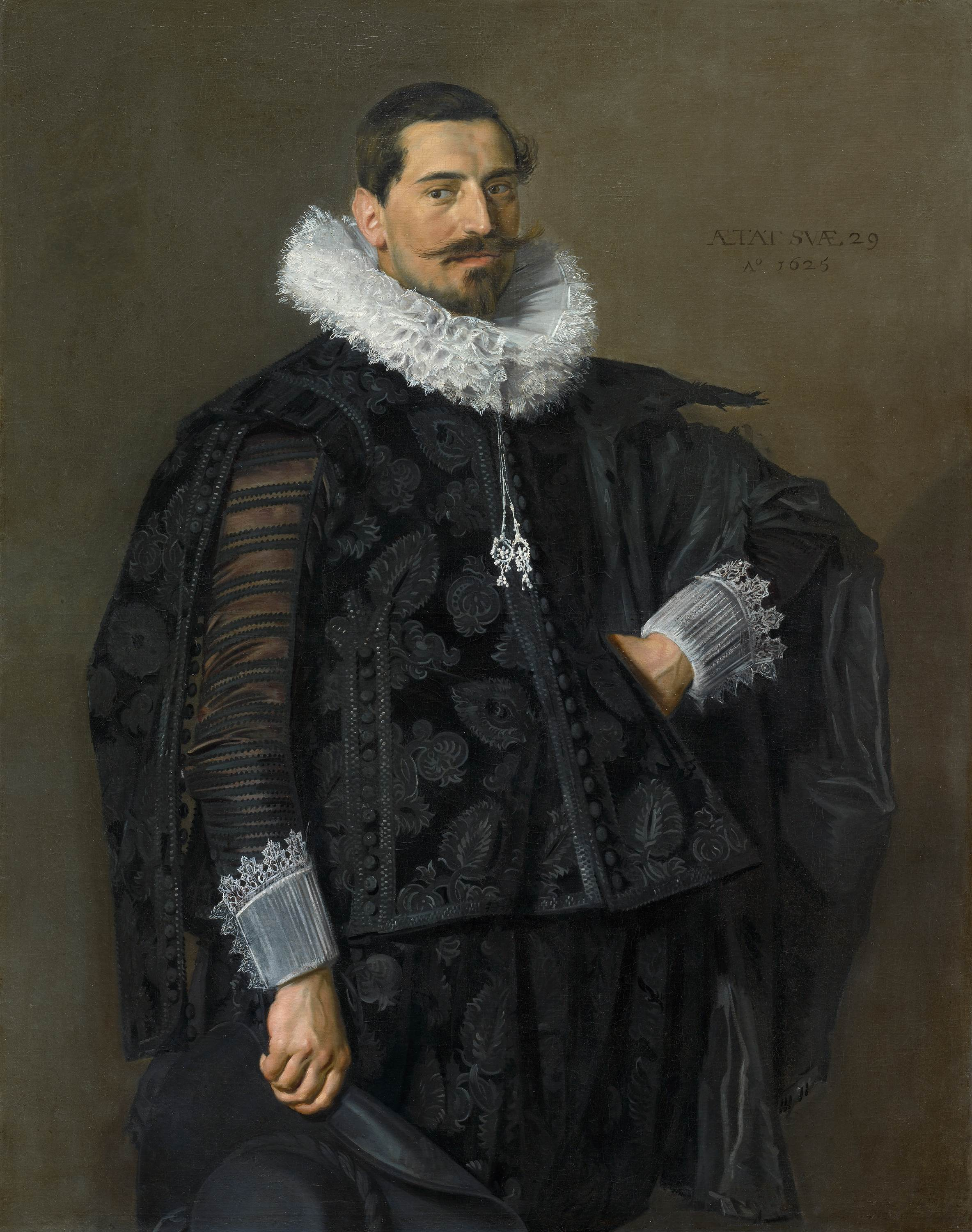
Frans Hals, Jacob Olycan (1596–1638), c. 1623
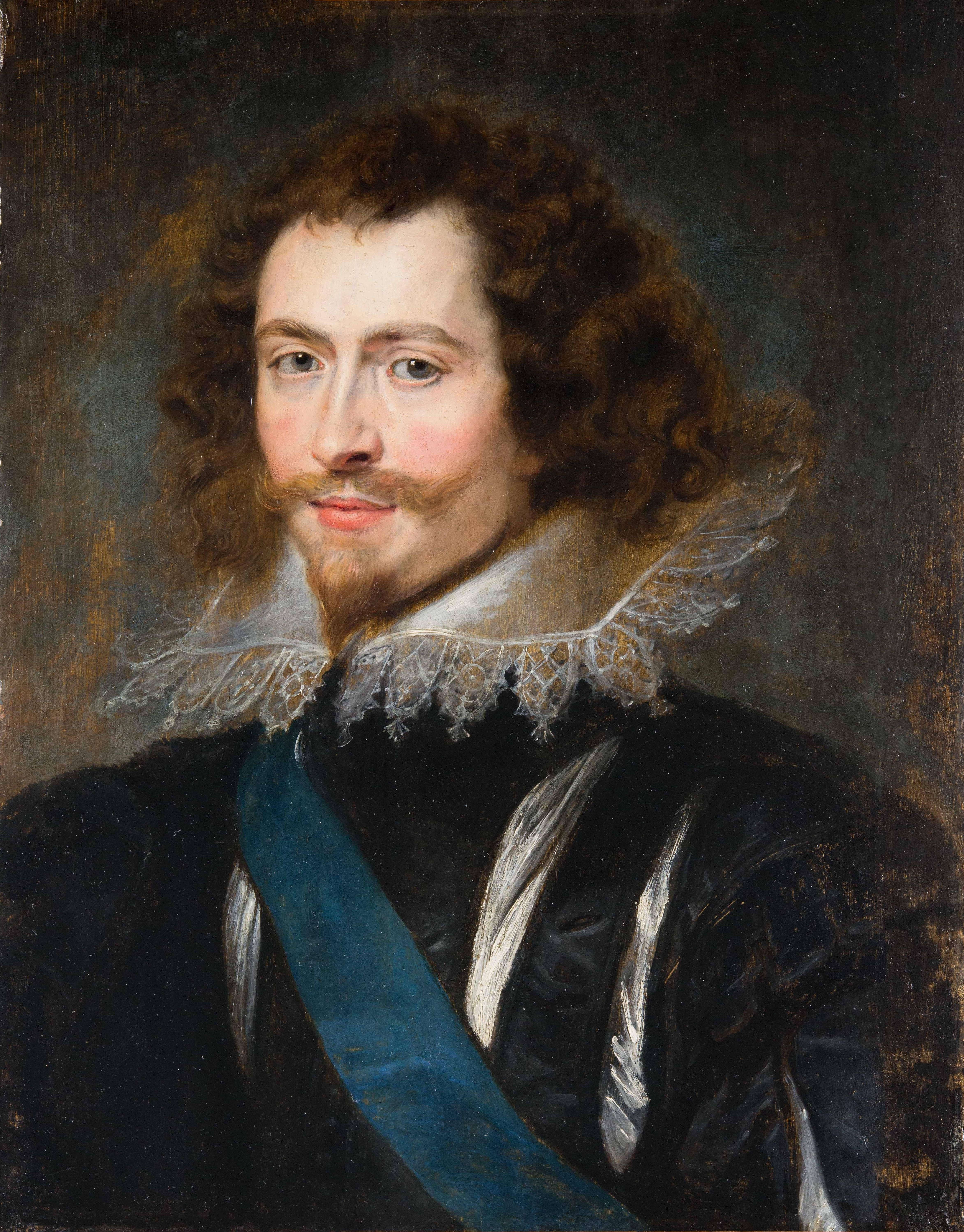
Peter Paul Rubens: George Villiers, I duca di Buckingham, 1625
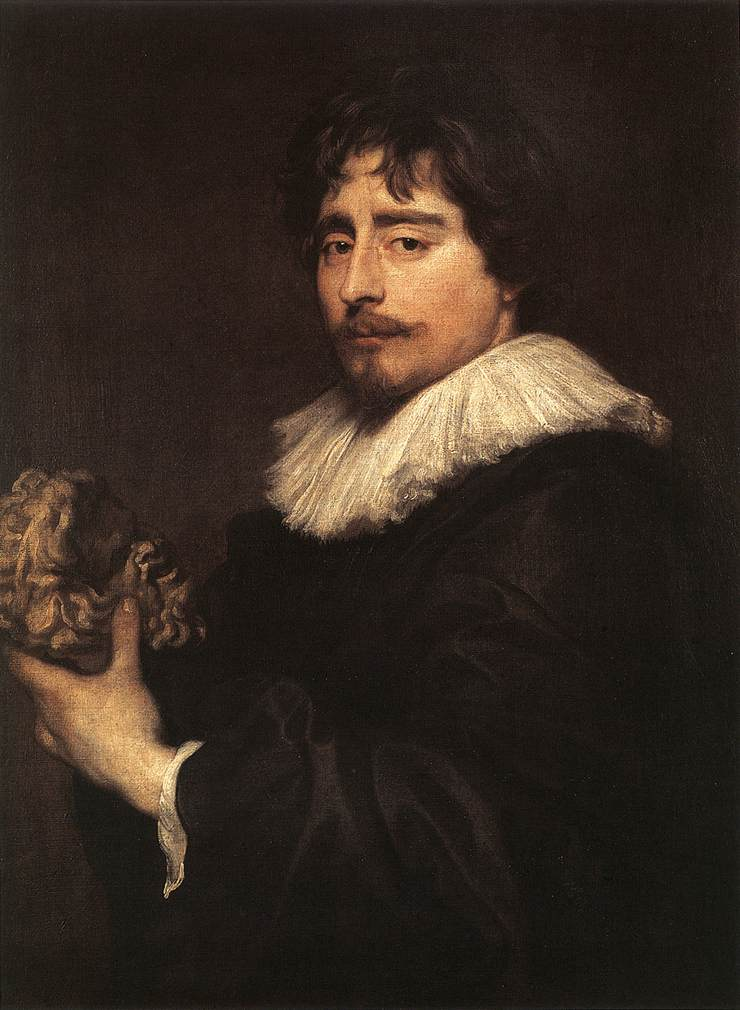
Antoon van Dyck, Der Bildhauer Duquesnoy (?), 1627–29
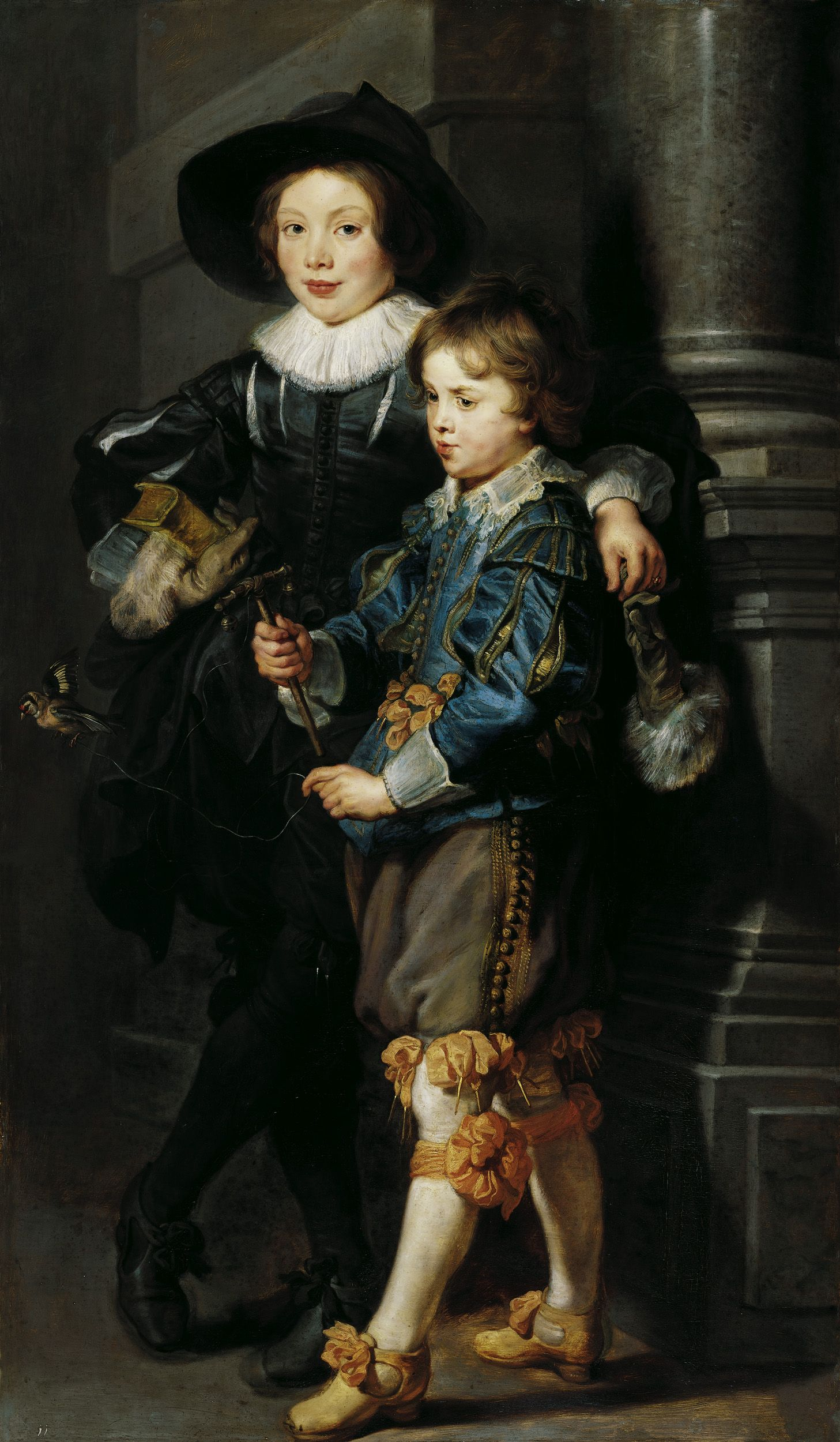
Peter Paul Rubens, Albert e Nicolaas Rubens (Söhne des Malers), ca. 1626–1627
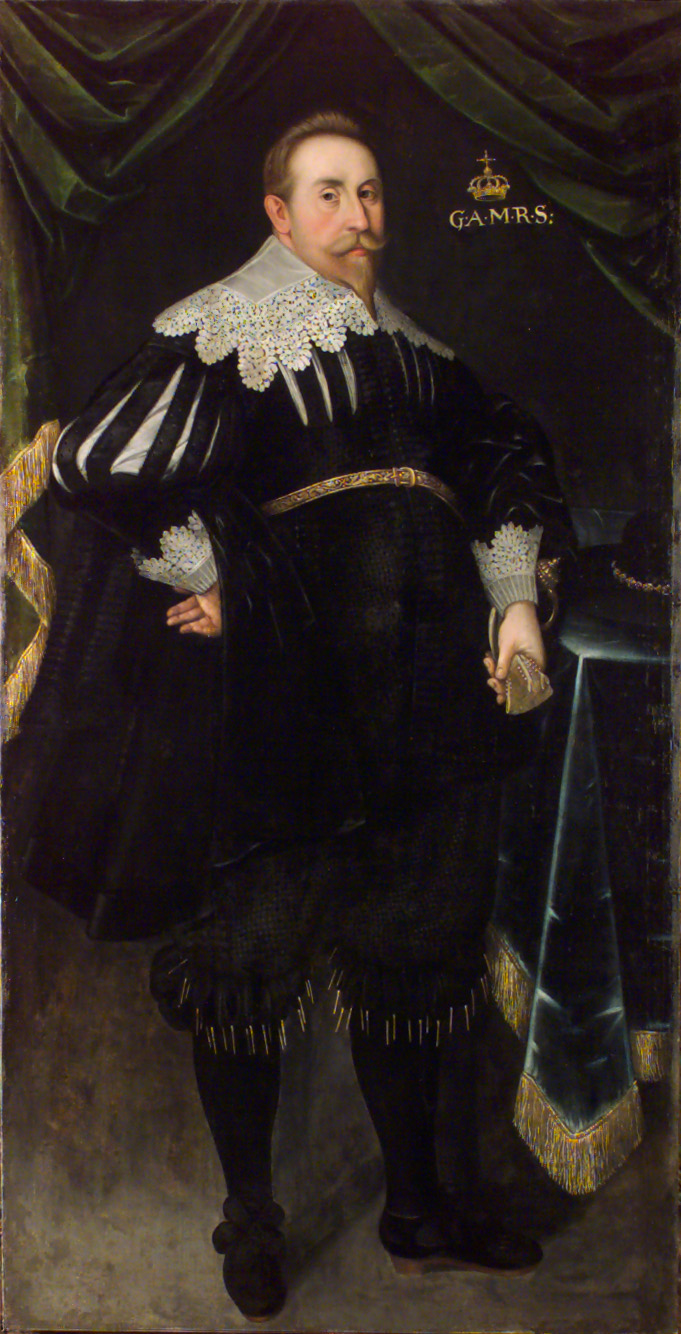
Jakob Elbfas, Gustavo II Adolf di Svezia, c. 1630
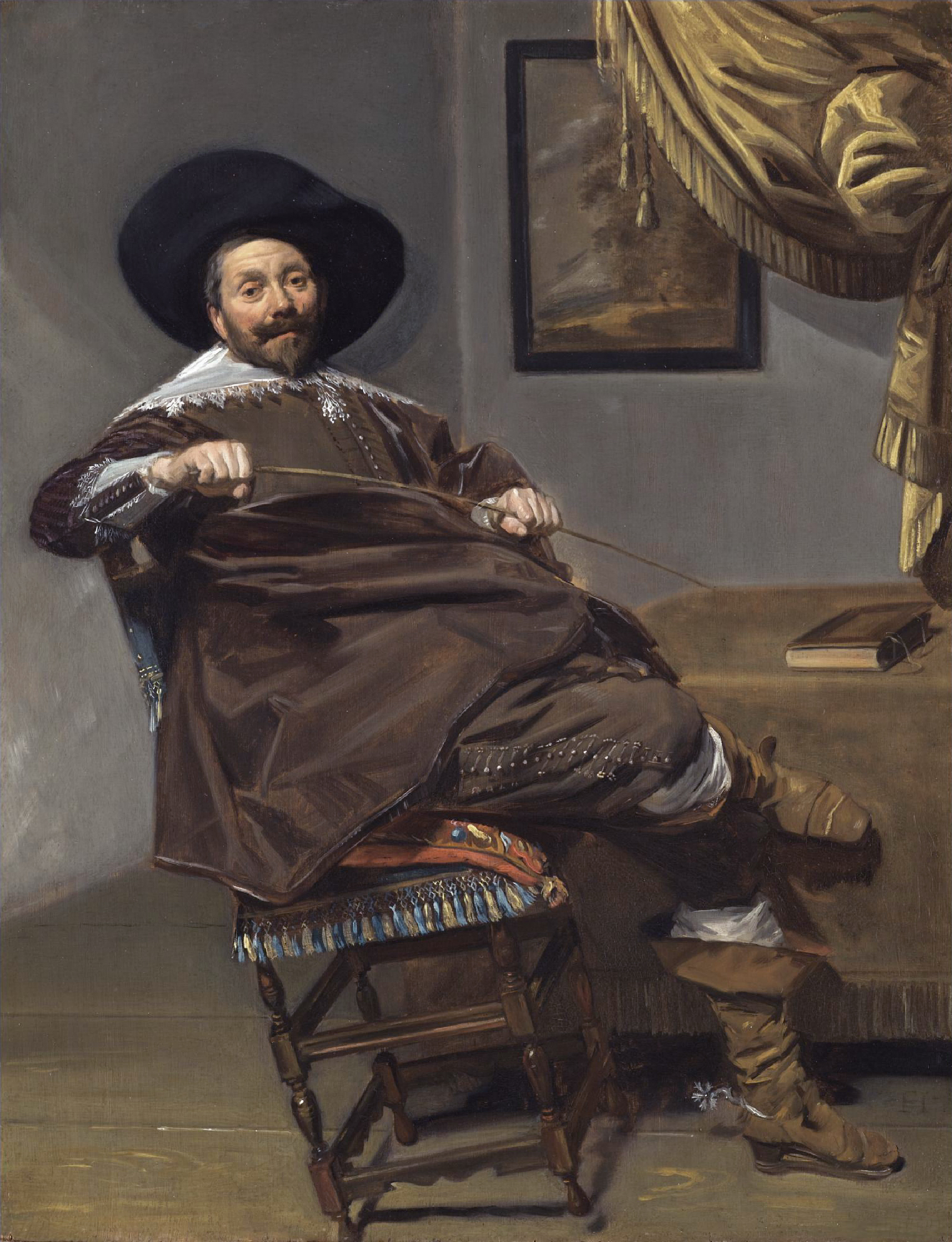
Frans Hals, Willem Heythuijsen, 1634
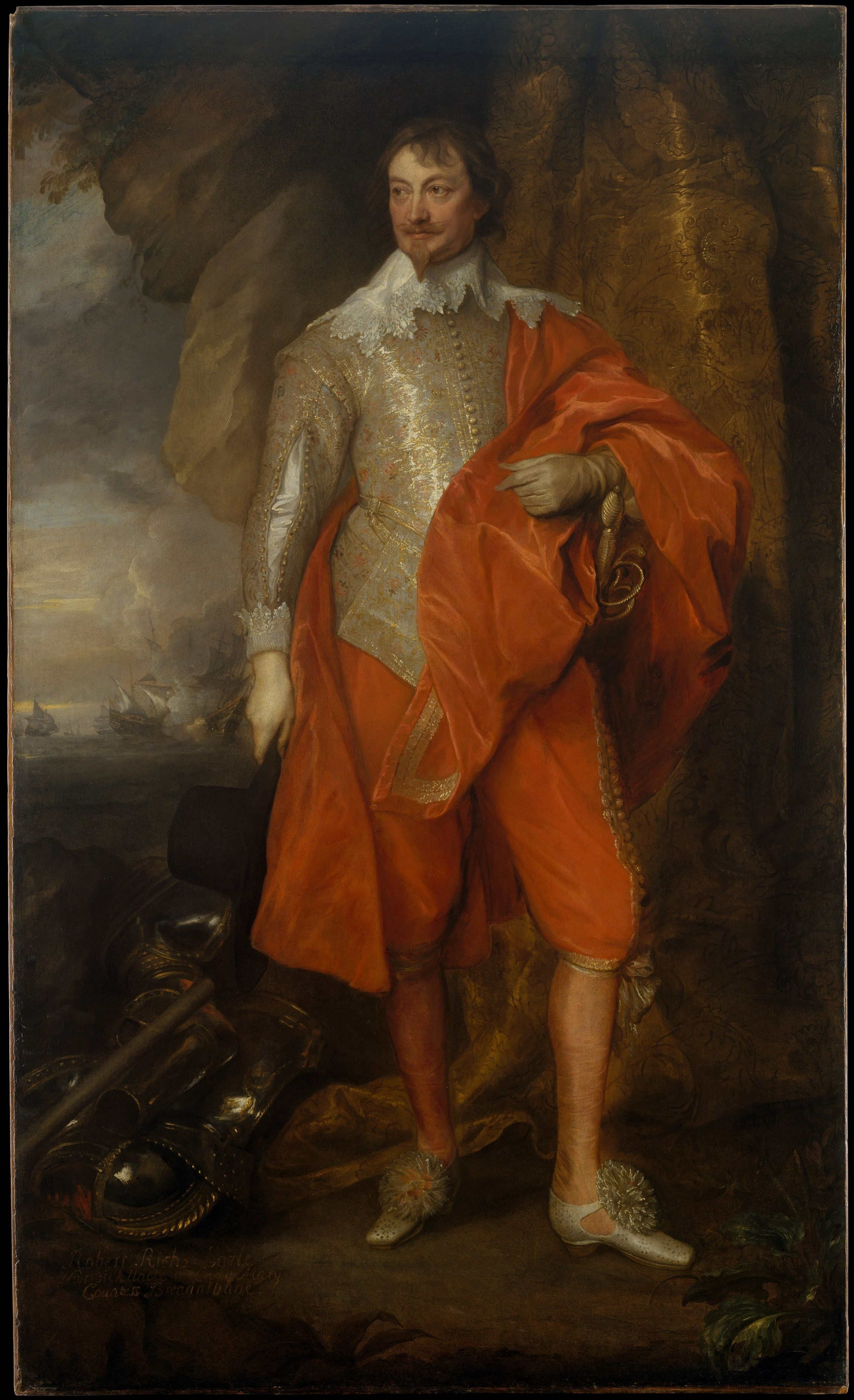
Antoon van Dyck, Robert Rich, II conte di Warwick, c. 1632–35
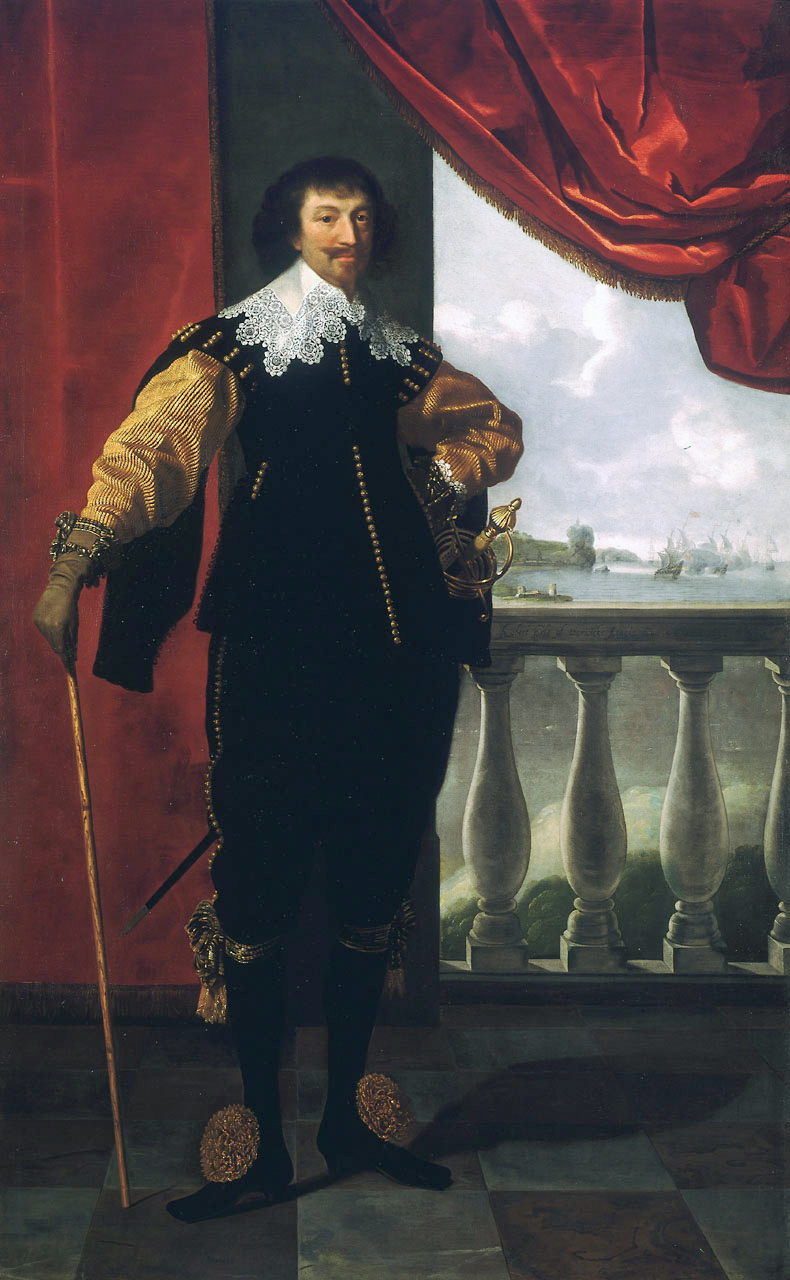
Daniel Mytens, Robert Rich, II conte di Warwick (1587–1658), c. 1630–1635
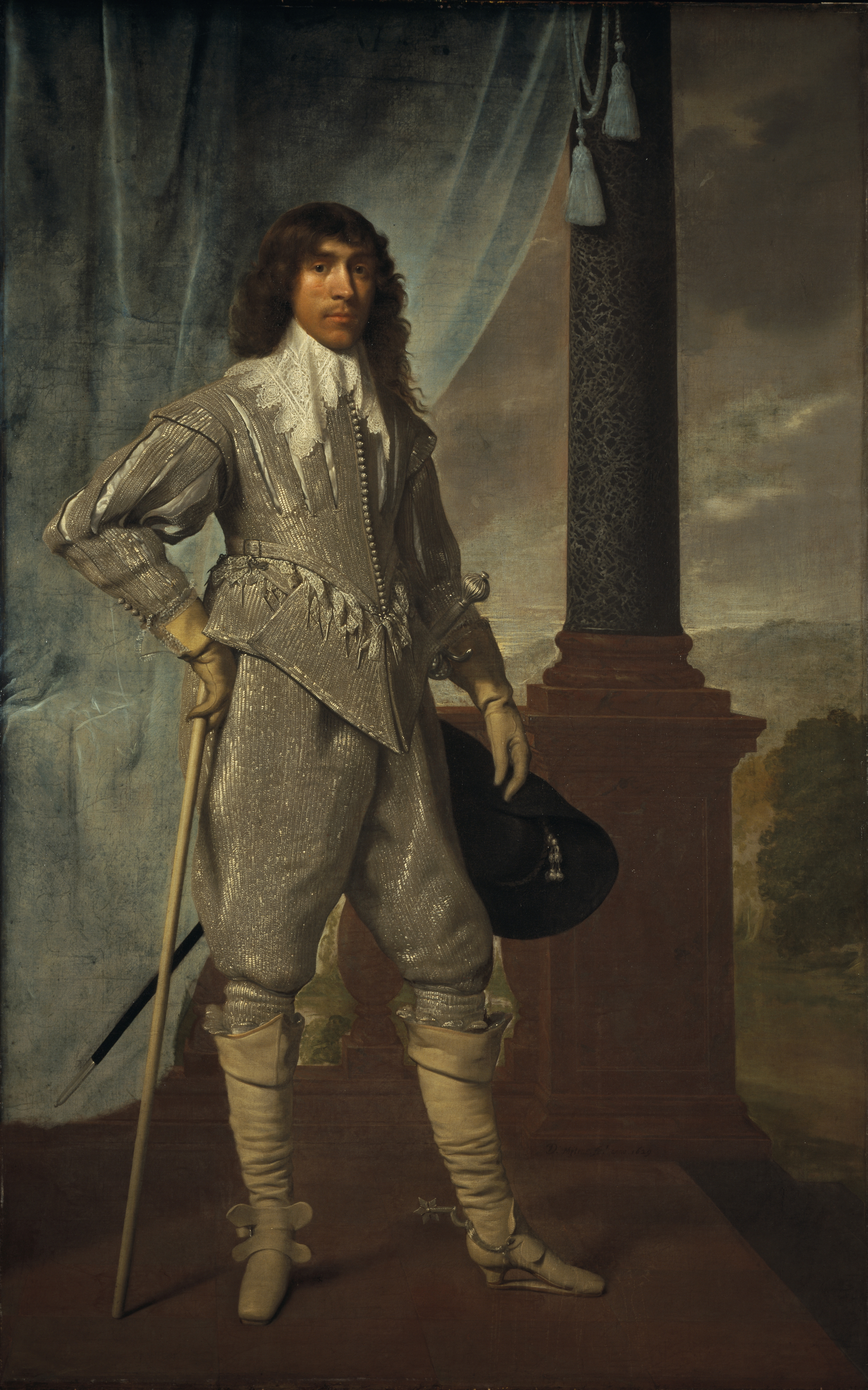
Daniel Mytens, James Hamilton, I duca di Hamilton (1606 – 1649), c. 1632–1635
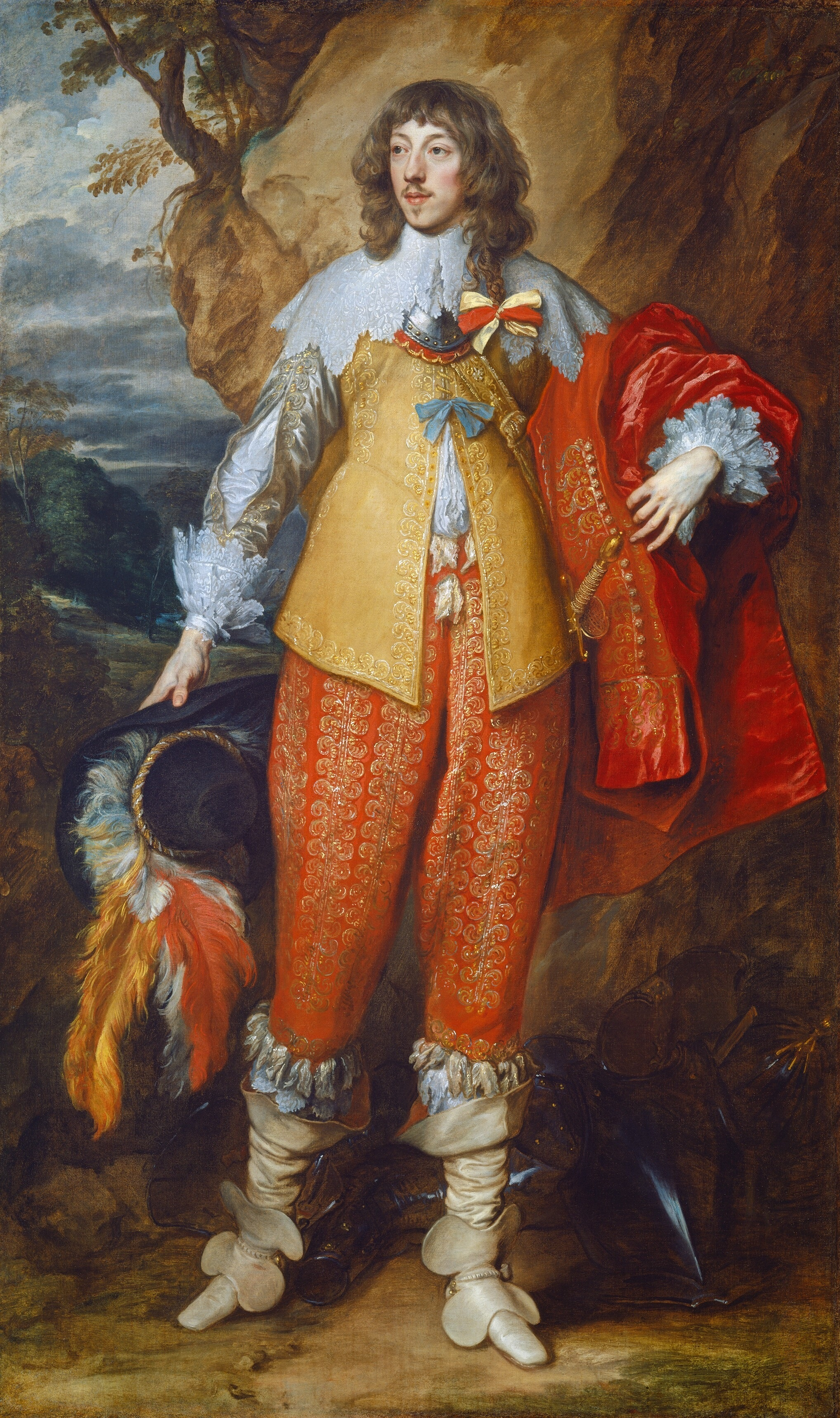
Antoon van Dyck, Enrico II di Lorena, duca di Guisa, c. 1634
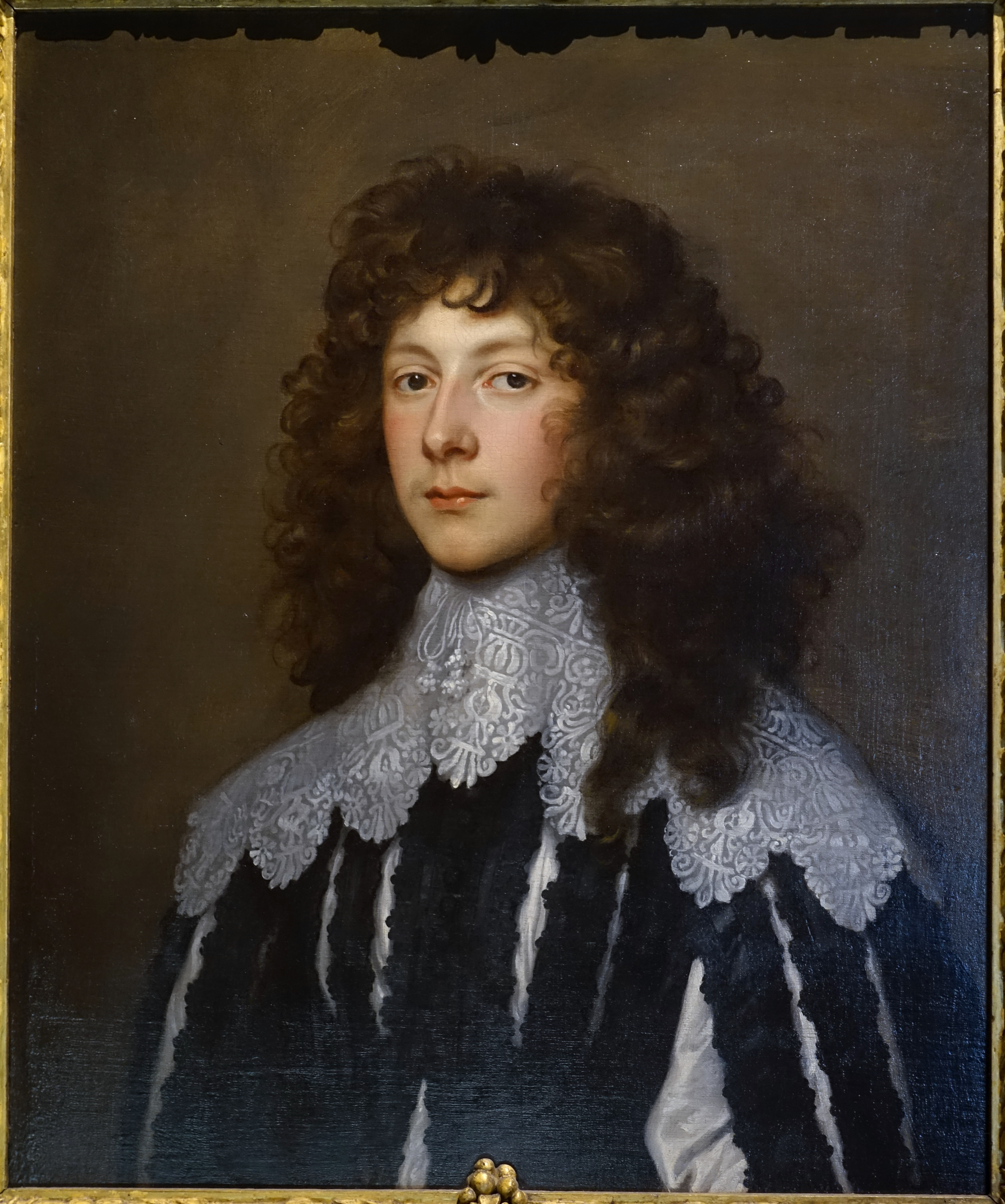
Antoon van Dyck, Il colonnello lord Charles Cavendish (1620–1643), 1637
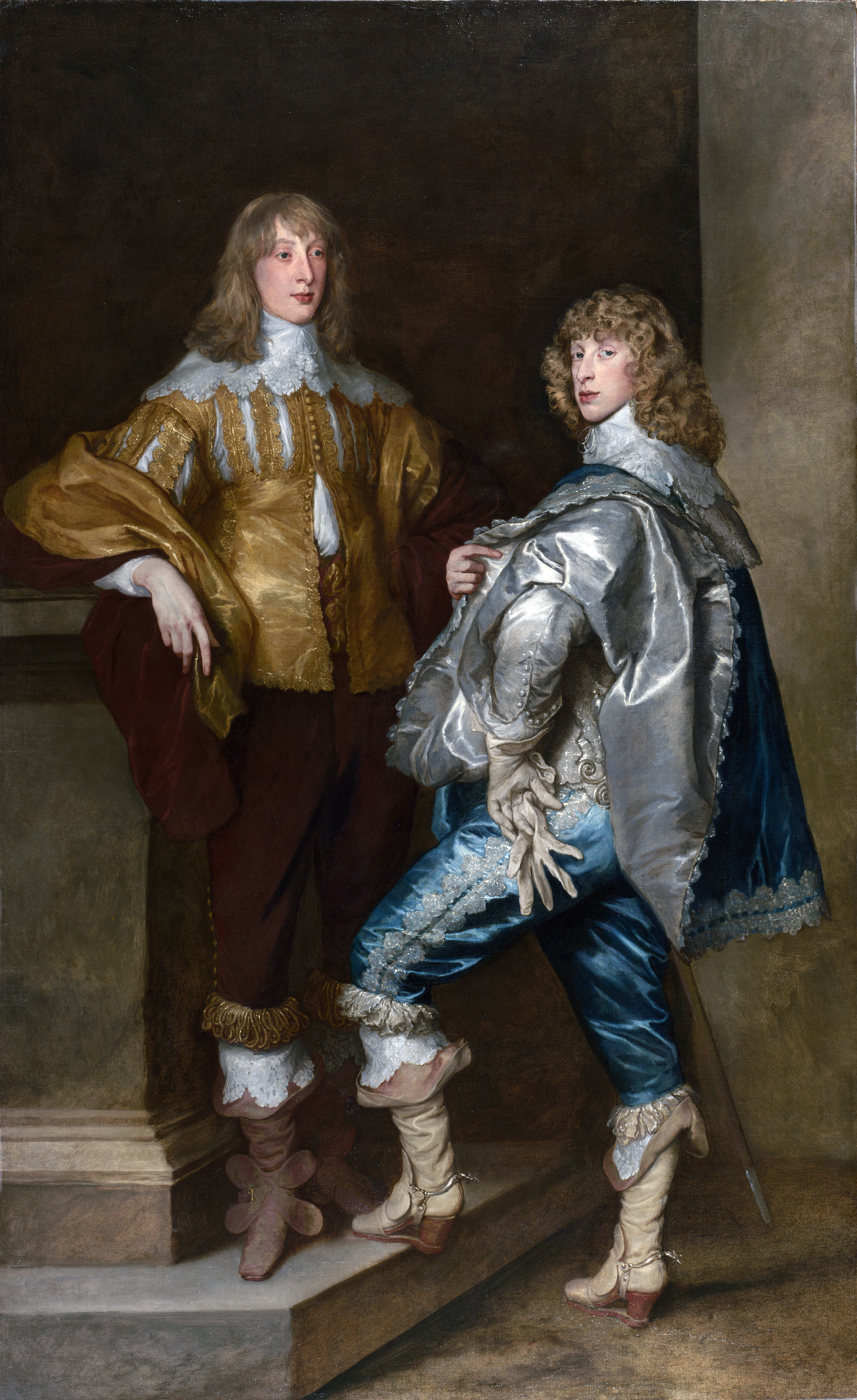
Antoon van Dyck, John e Bernard Stuart, c. 1638
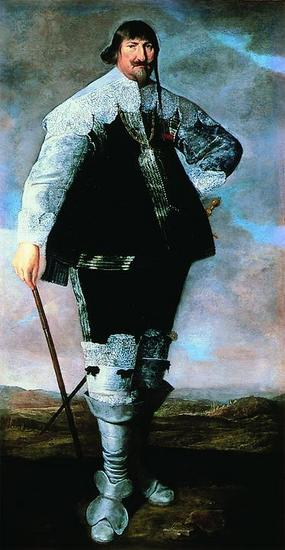
Abraham Wuchters, Cristiano IV di Danimarca, 1638
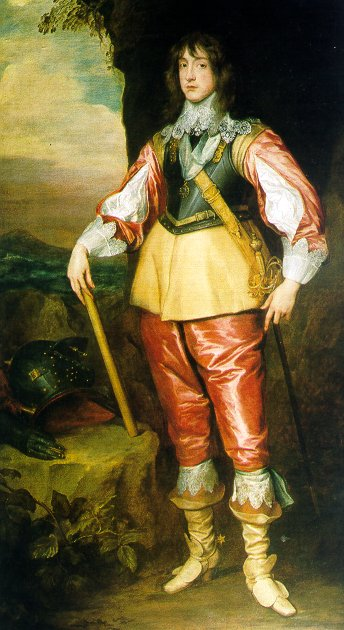
Antoon van Dyck, Carlo Luigi I del Palatinato, c. 1635–1640
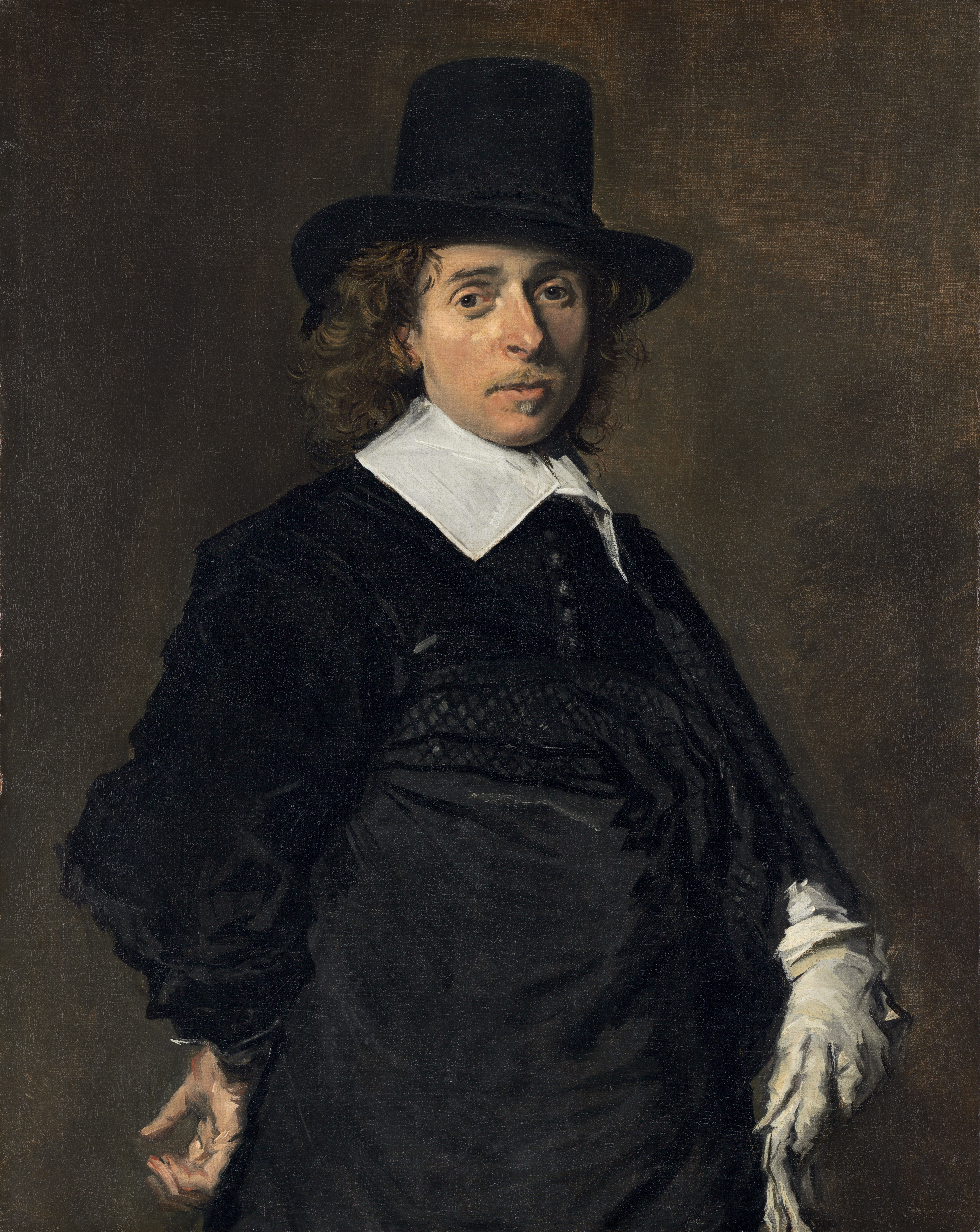
Frans Hals, Adriaen van Ostade, ca. 1645–1648

## Moda femminile

Antoon van Dyck, La regina Enrichetta Maria col suo nano di corte, sir Jeffrey Hudson, 1633

Come per gli uomini, anche per le donne il costume variò moltissimo. La gonna a cerchio spagnolo (vertugade) scomparve e la gonna venne ora lasciata cadere in morbide pieghe. La pienezza venne ottenuta con l'aiuto di numerose sottovesti di diversi colori o motivi che spesso si notavano anche sotto la gonna superiore. Con l'evolversi della moda della prima metà del Seicento, la gonna superiore venne spesso aperta in modo che si potessero vedere le altre gonne sottostanti.
Per quanto riguarda la giacca superiore, per le donne essa era inizialmente simile a quella usata nella moda spagnola, ma divenne sempre più corta intorno alla fine del 1620, e fu poi portata all'altezza della vita dal 1630 circa al 1650 circa. Le maniche divennero più morbide ed all'inizio era probabilmente anche imbottite, ma anch'esse gradualmente diventarono più corte e larghe. Forte era inoltre la presenza di ampi polsini in pizzo, inizialmente rinforzati e successivamente ammorbiditi e lentamente trasformati nella forma alto barocca.
Il collare era ancora molto comune negli anni '20 del 1600 e durò un po' più a lungo nella moda femminile, specialmente nei Paesi Bassi (in alcuni casi sino al 1640). Iniziarono a diffondersi per contro le scollature, che diventavano sempre più grandi ed erano per lo più incorniciate da un ampio colletto di pizzo, che poteva coprire in parte il décolleté. Grandi collari rialzati (collari medici) vennero indossati anche su abiti festivi fino all'inizio degli anni '30 del XVI secolo. In seguito si iniziarono a scoprire anche le spalle e i colletti divennero più piccoli e più morbidi.
All'inizio, le donne si tiravano indietro i capelli in modo relativamente semplice, ma anche le acconciature tendevano ad essere più larghe che alte, cosa che si otteneva semplicemente lasciando i capelli liberi sino alle tempie e arruffandoli in seguito. Alla fine degli anni Venti del Seicento i capelli vennero portati sin sopra le orecchie e venivano in seguito ondulati o arricciati, magari con alcune ciocche cadenti sulle spalle.
Le donne potevano anche indossare un cappello di feltro ornato di piume con tesa ripiegata, così come accessori alla moda erano considerati ventagli e maschere contro sole, il vento e le intemperie. Questi oggetti erano portati indosso grazie ad un nastro che era portato intorno alla vita. Il gioiello più popolare per le donne erano le perle in forme di collane o orecchini.

Moda femminile 1620-1650
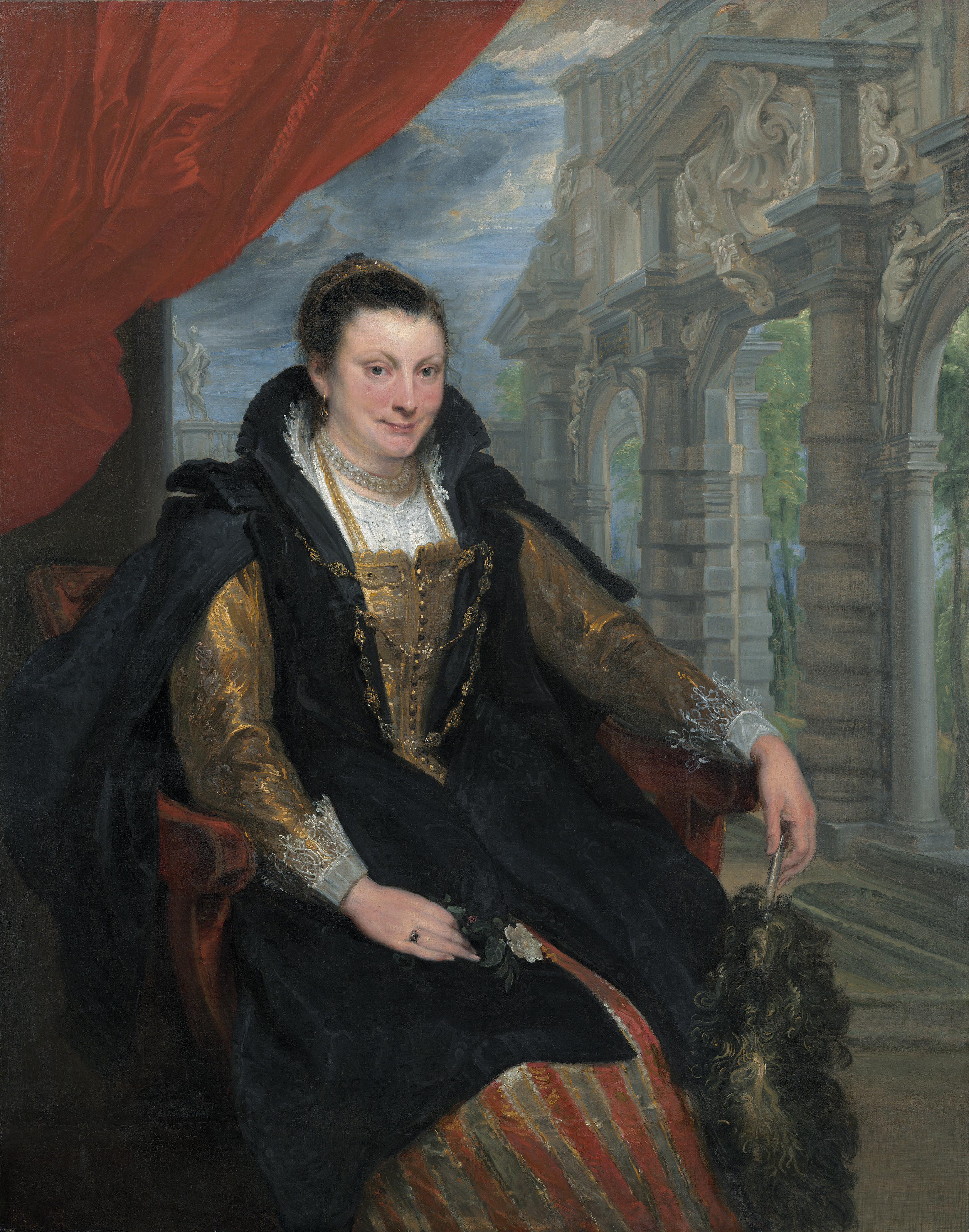
Antoon van Dyck, Isabella Brant (moglie di Rubens), 1621
Antoon van Dyck, Susanne Fourment e sua figlia, 1621
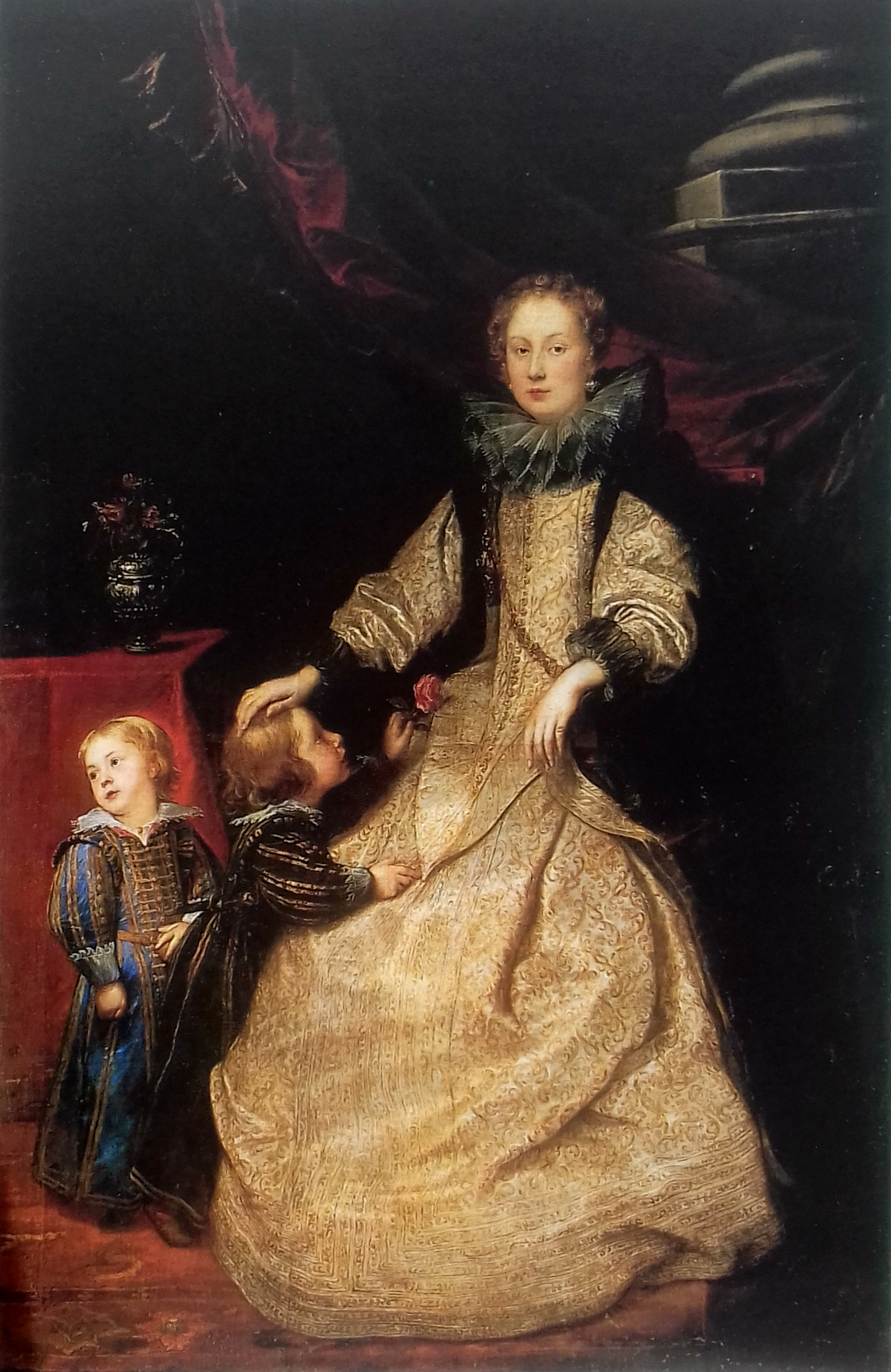
Antoon van Dyck, Battina Balbi Durazzo coi suoi figli, c. 1627
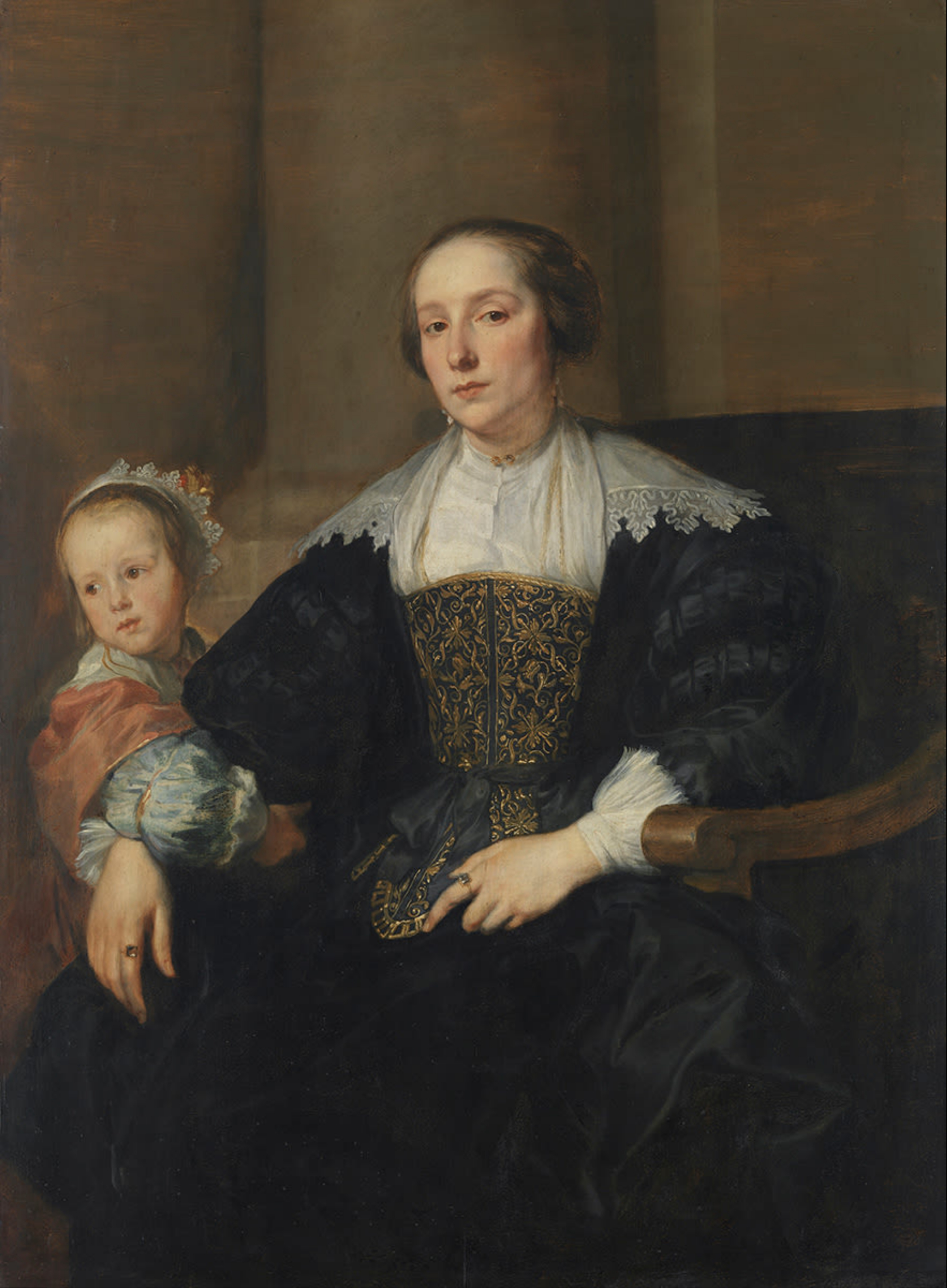
Antoon van Dyck, Anna van Thielen, moglie del pittore Theodoor Rombouts, coi suoi figli, c. 1626–1632
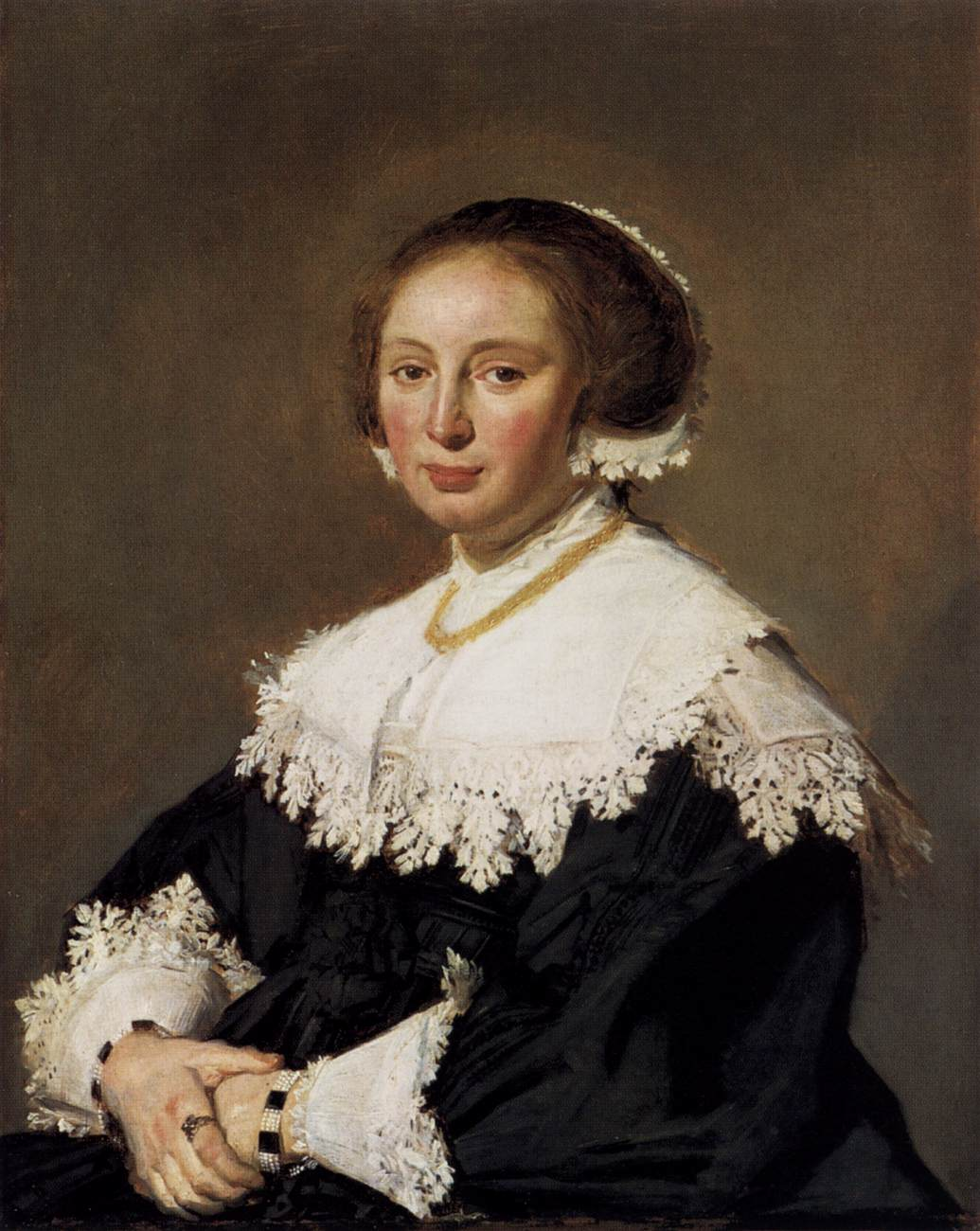
Frans Hals, Ritratto di signora, 1630–1633
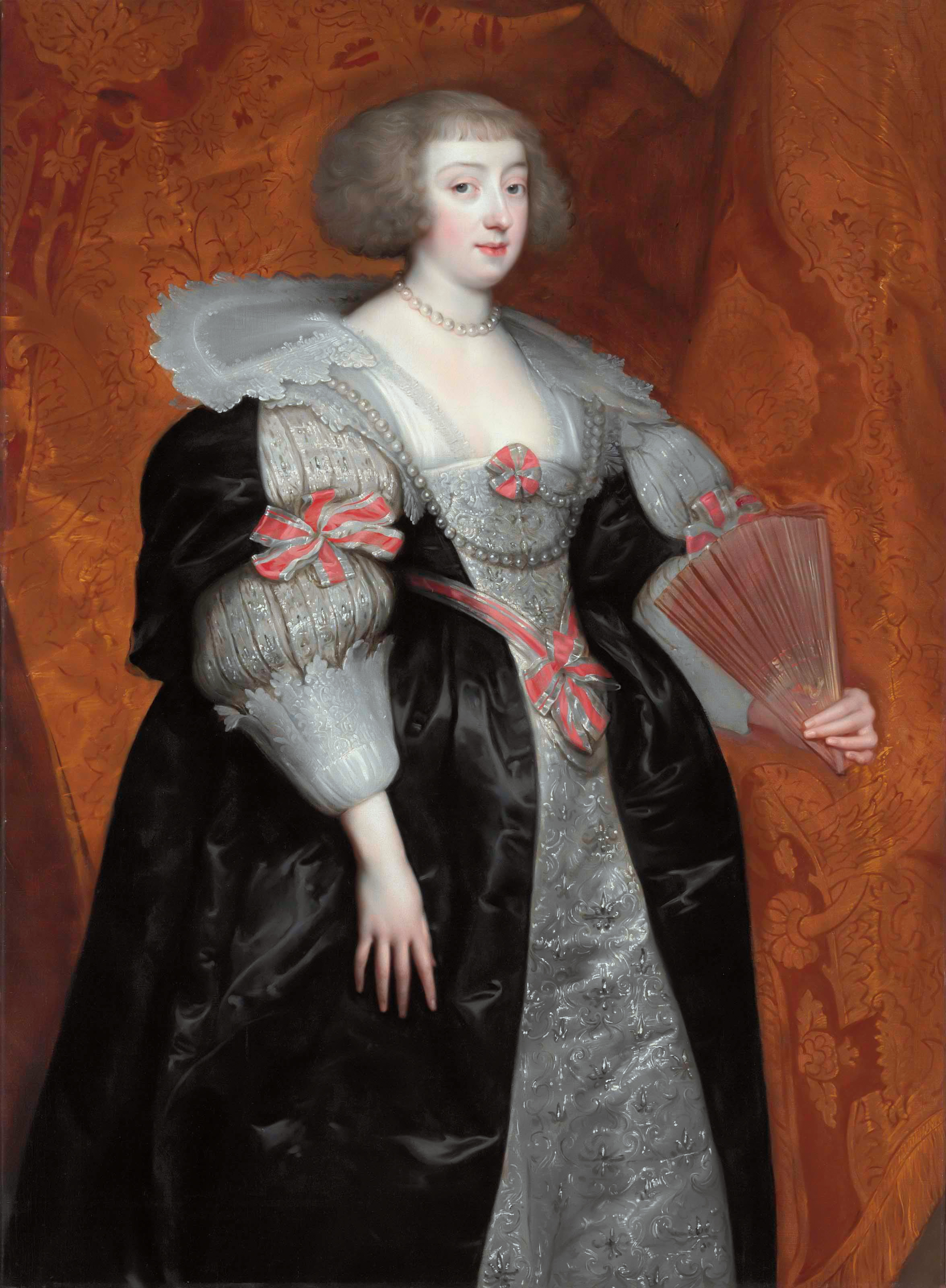
Antoon van Dyck, Margherita di Lorena (1615-1672), madame, duchessa d'Orléans, c. 1634
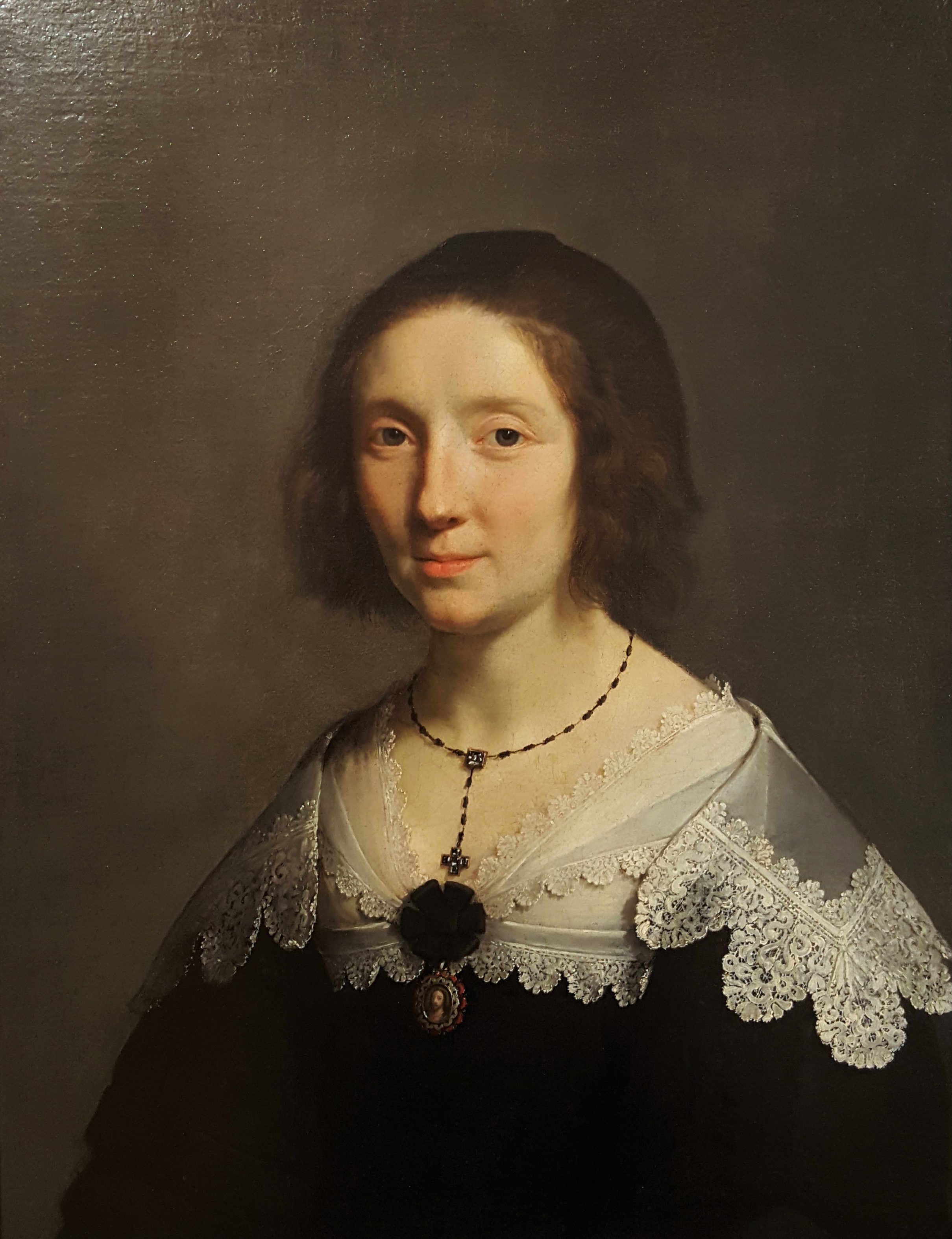
Philippe de Champaigne, La moglie del pittore, Charlotte Duchesne, c. 1630–1635
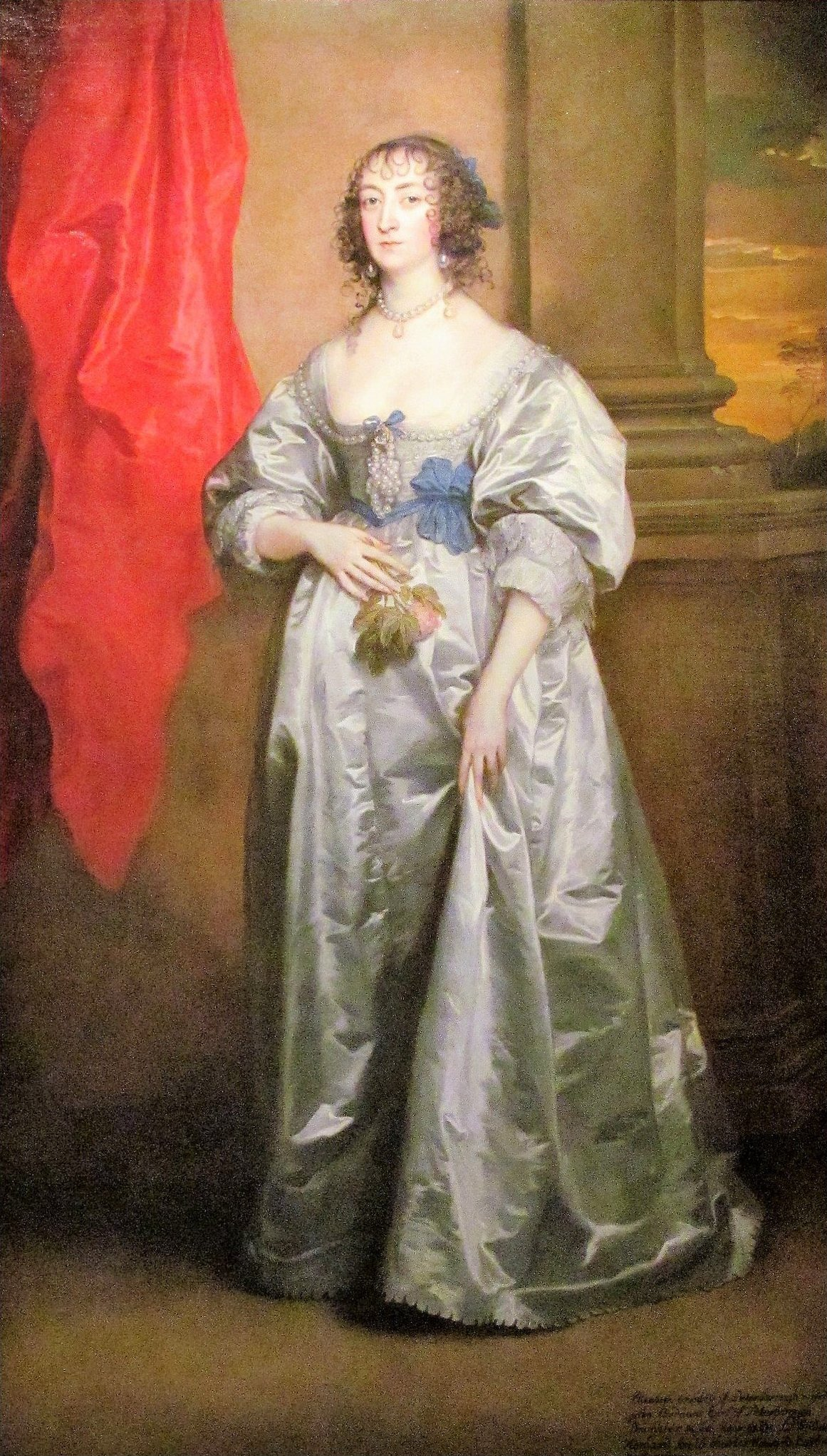
Antoon van Dyck, Elizabeth Howard, I contessa di Peterborough, c. 1638
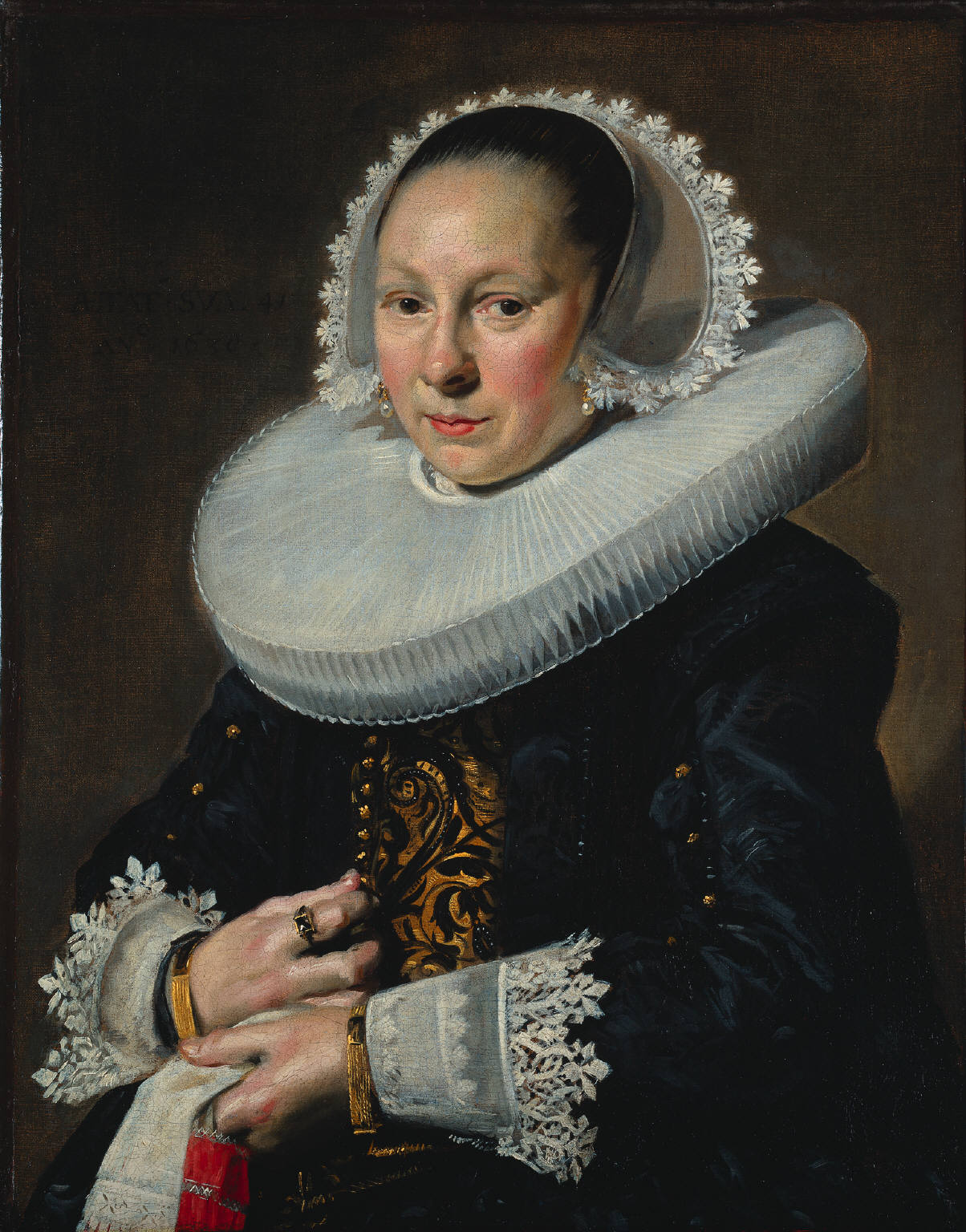
Frans Hals: Ritratto di signora (Aeltje Dircksdr. Pater ?), 1638.
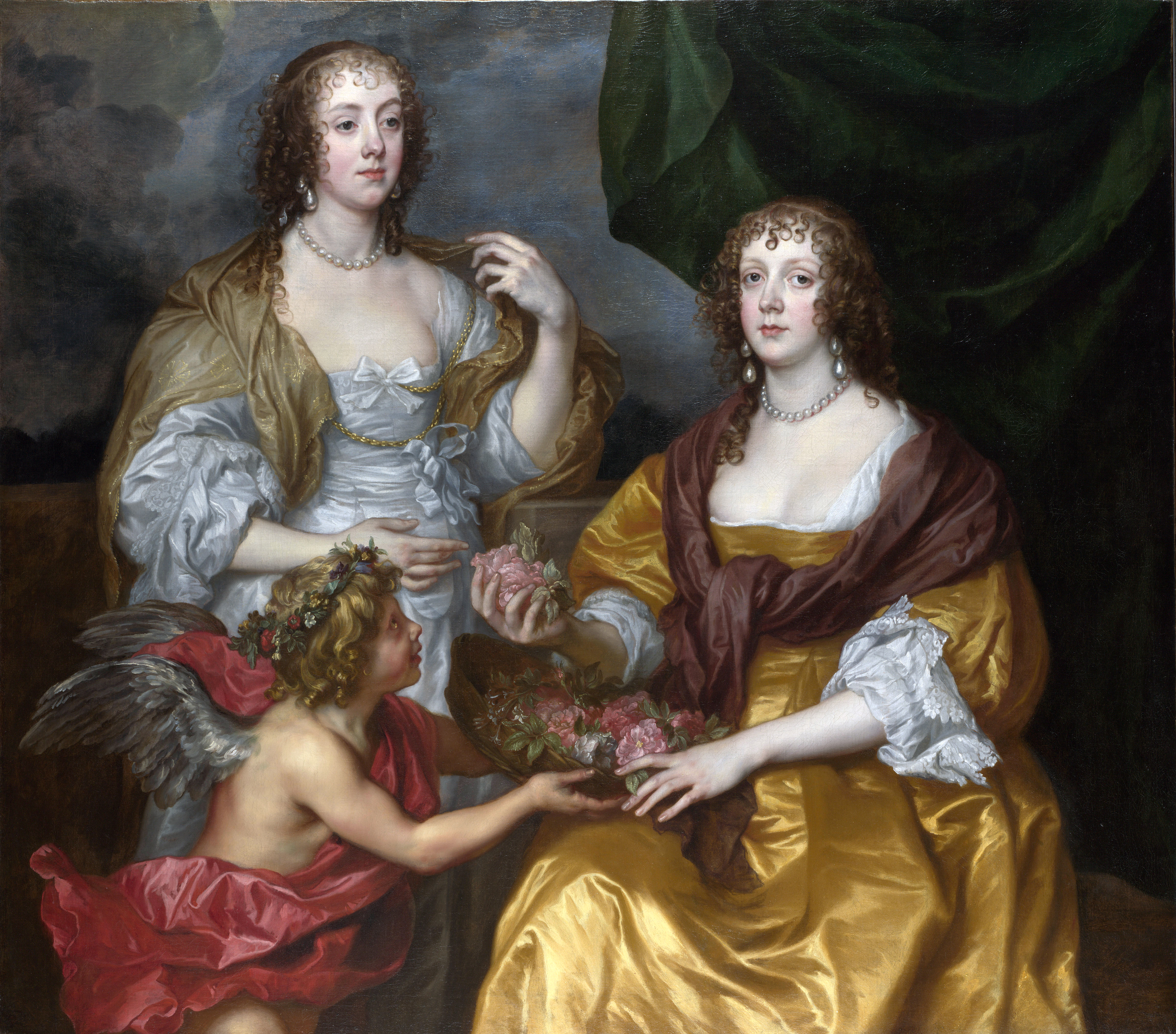
Antoon van Dyck, Le dame Elisabeth Thimbleby e Dorothy viscontessa Andover, c. 1637–1641
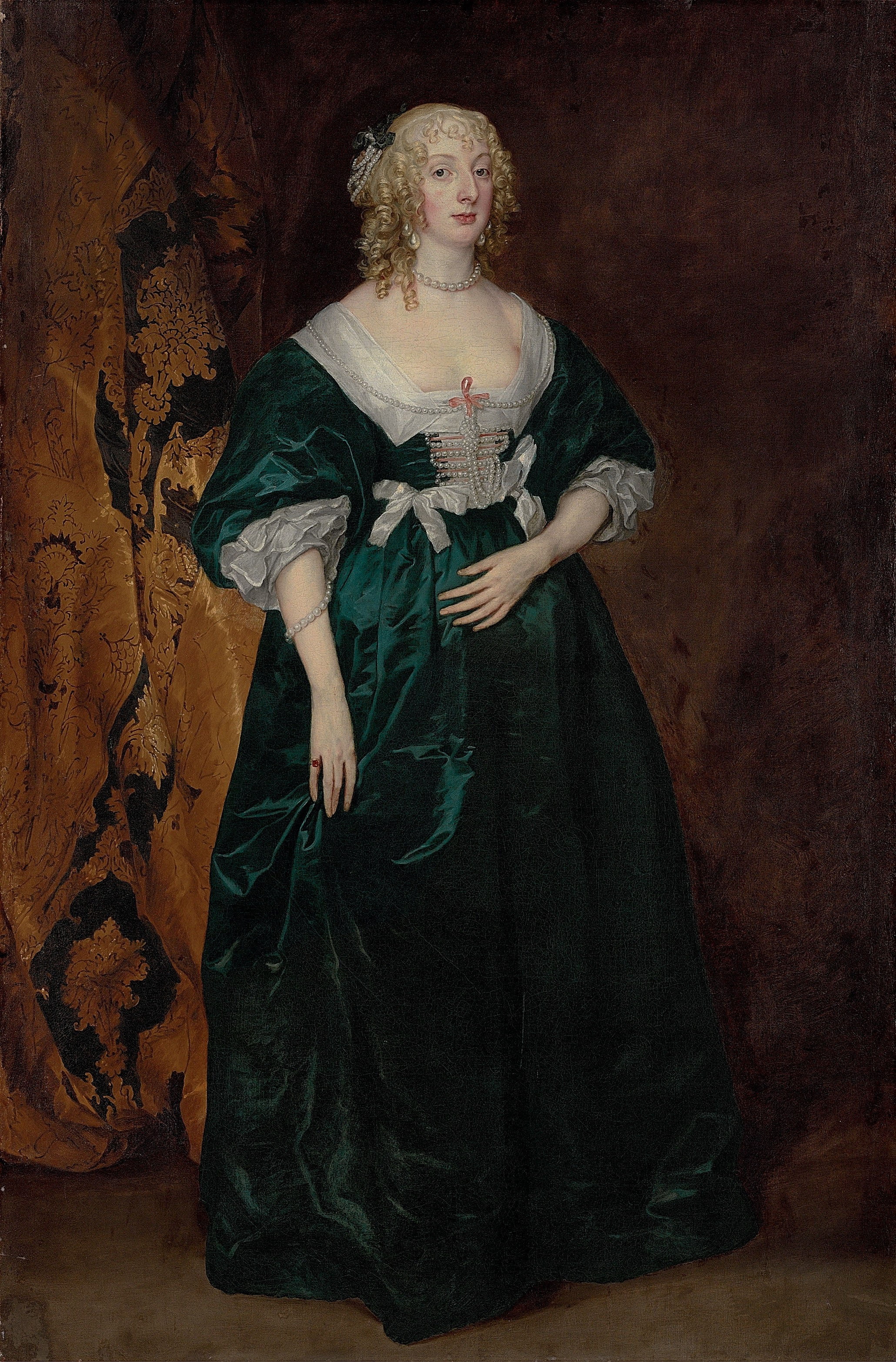
Anthonis van Dyck, Anne Sophia, contessa di Carnarvon, c. 1640
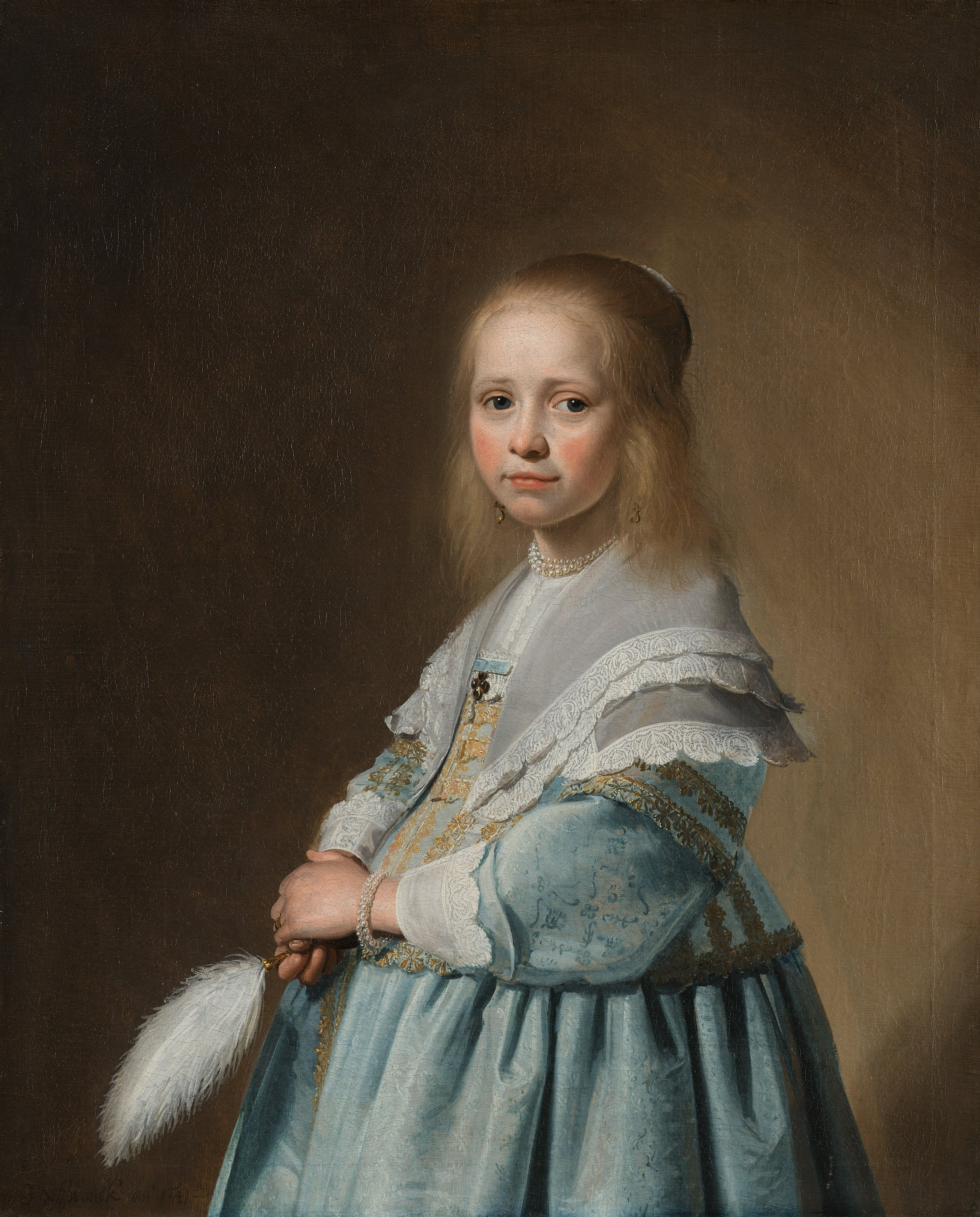
Johannes Cornelisz Verspronck, Dama in blu, 1641
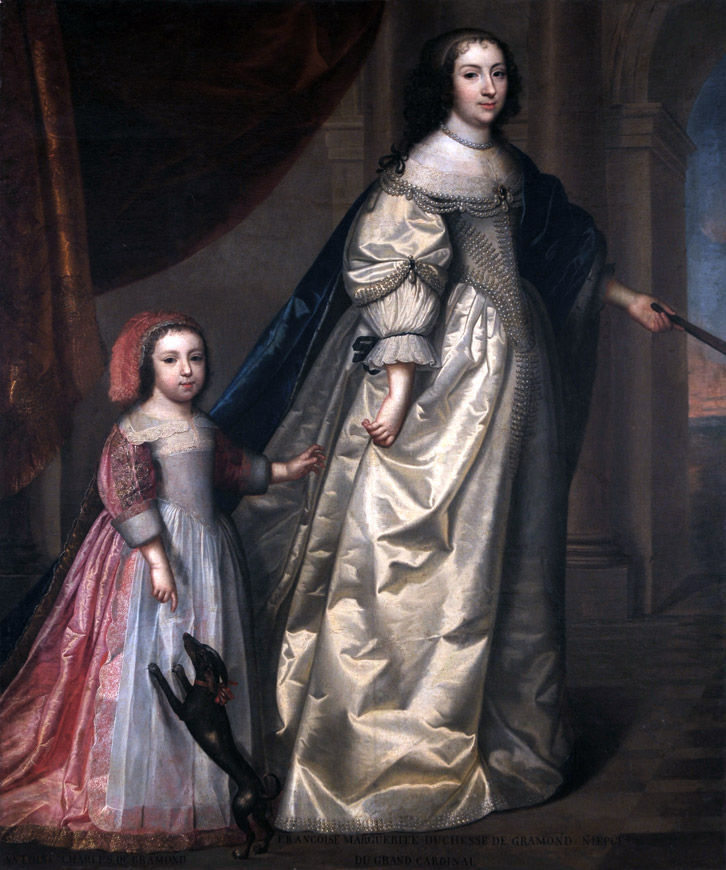
Charles e Henri Beaubrun, Françoise Marguerite du Plessis Chivré (1608-1689), nipote del cardinale Richelieu, moglie di Antonio III di Gramont, con suo figlio Antonio Carlo IV (1641–1720), ca. 1645
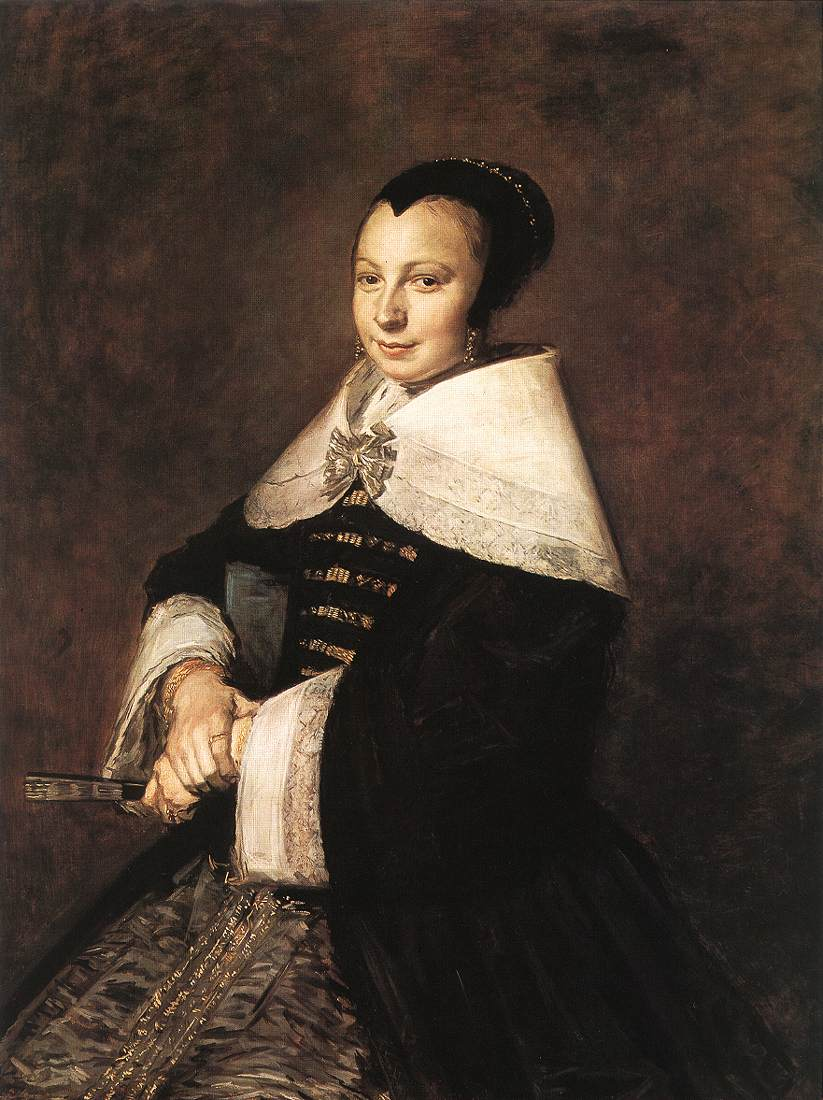
Frans Hals, Lächelnde Frau mit Fächer, 1648–1650
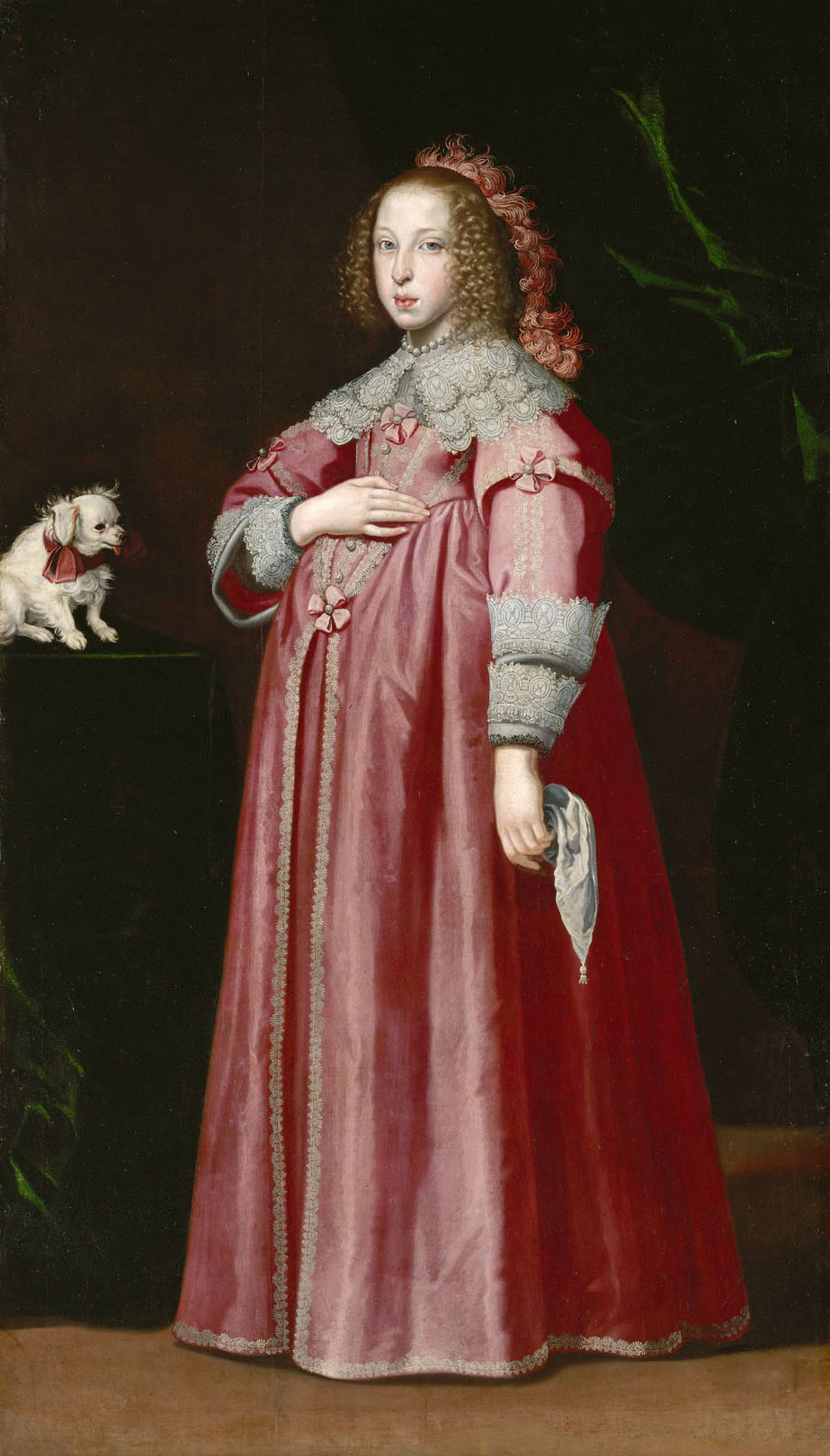
Lorenzo Lippi, Maria Leopoldina (1632-1649), seconda moglie di Ferdinando III del Sacro Romano Impero, 1649
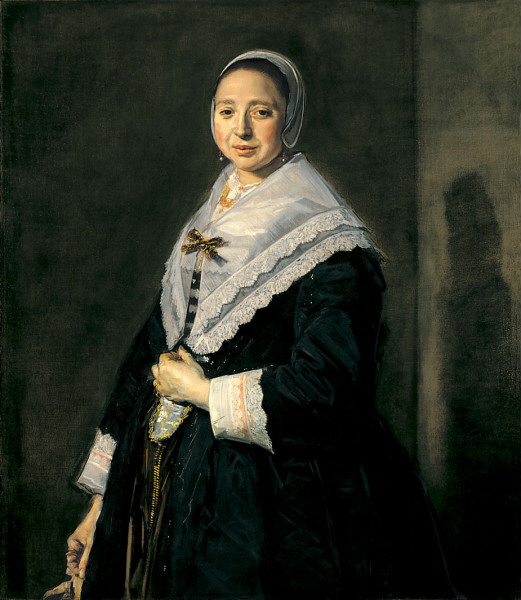
Frans Hals, Ritratto di donna, c. 1650–1652.
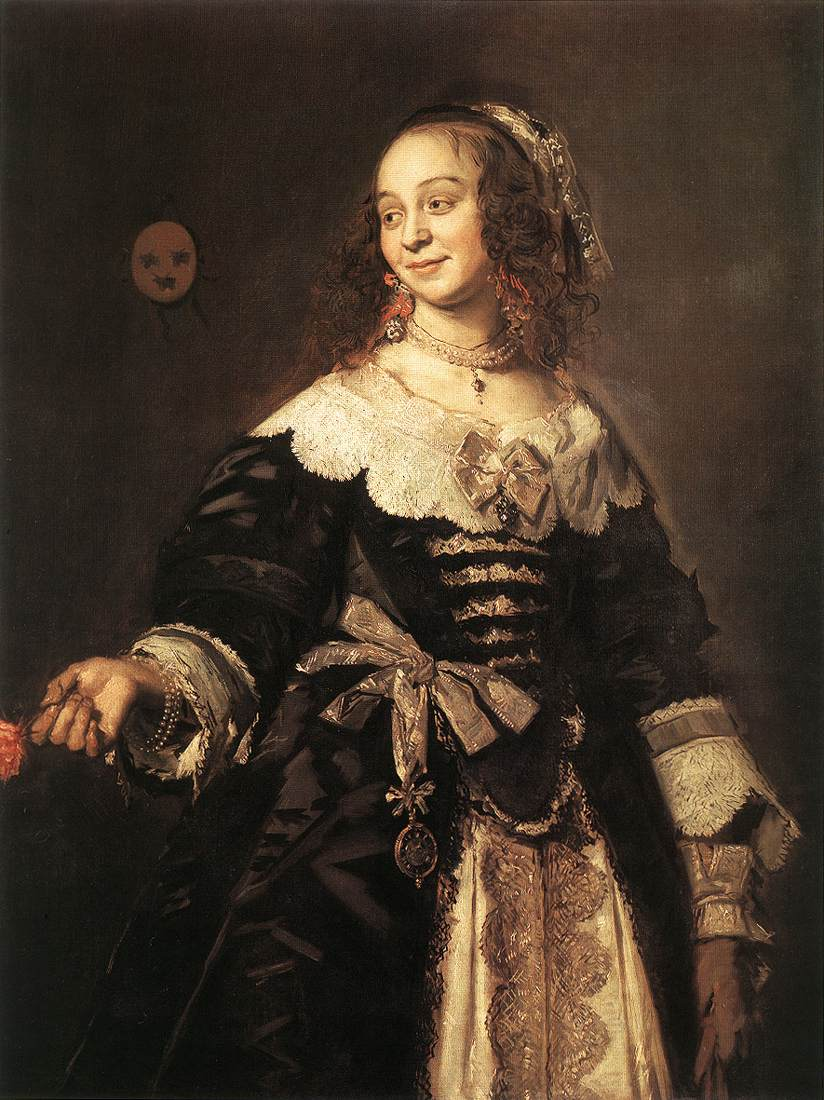
Frans Hals, Isabella Coymans, c. 1650–1652

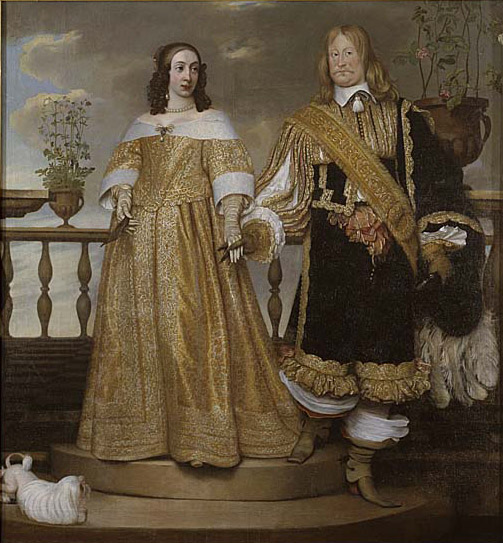
Hendrik Münnichhoven, Magnus Gabriel De la Gardie con Maria Eufrosina del Palatinato-Zweibrücken, 1653

## Abiti originali

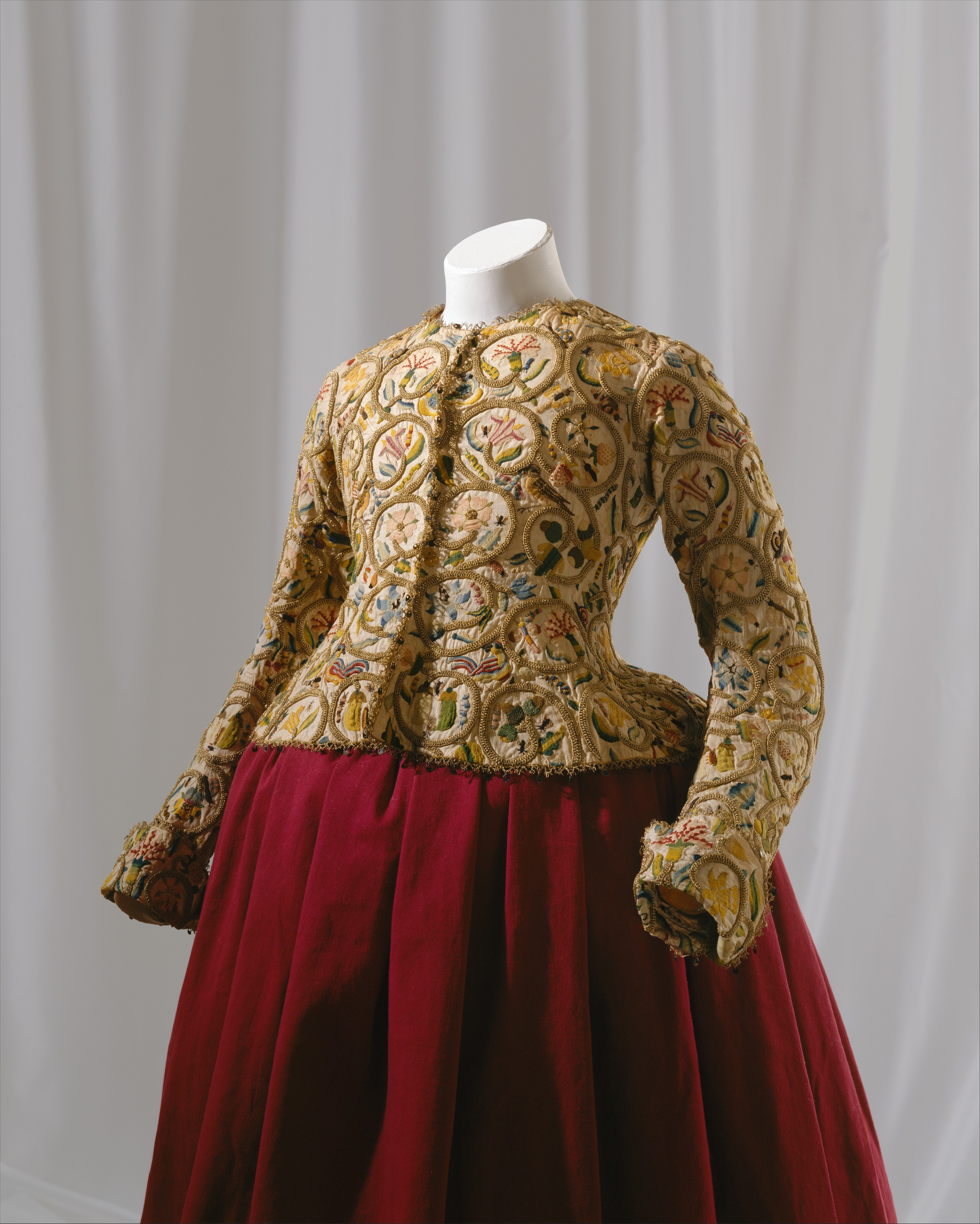
Farsetto ricamato, c. 1616. La gonna da donna è un'aggiunta moderna nello stile dei tempi; mancano il colletto e i polsini. (Metropolitan Museum of Arts, New York)
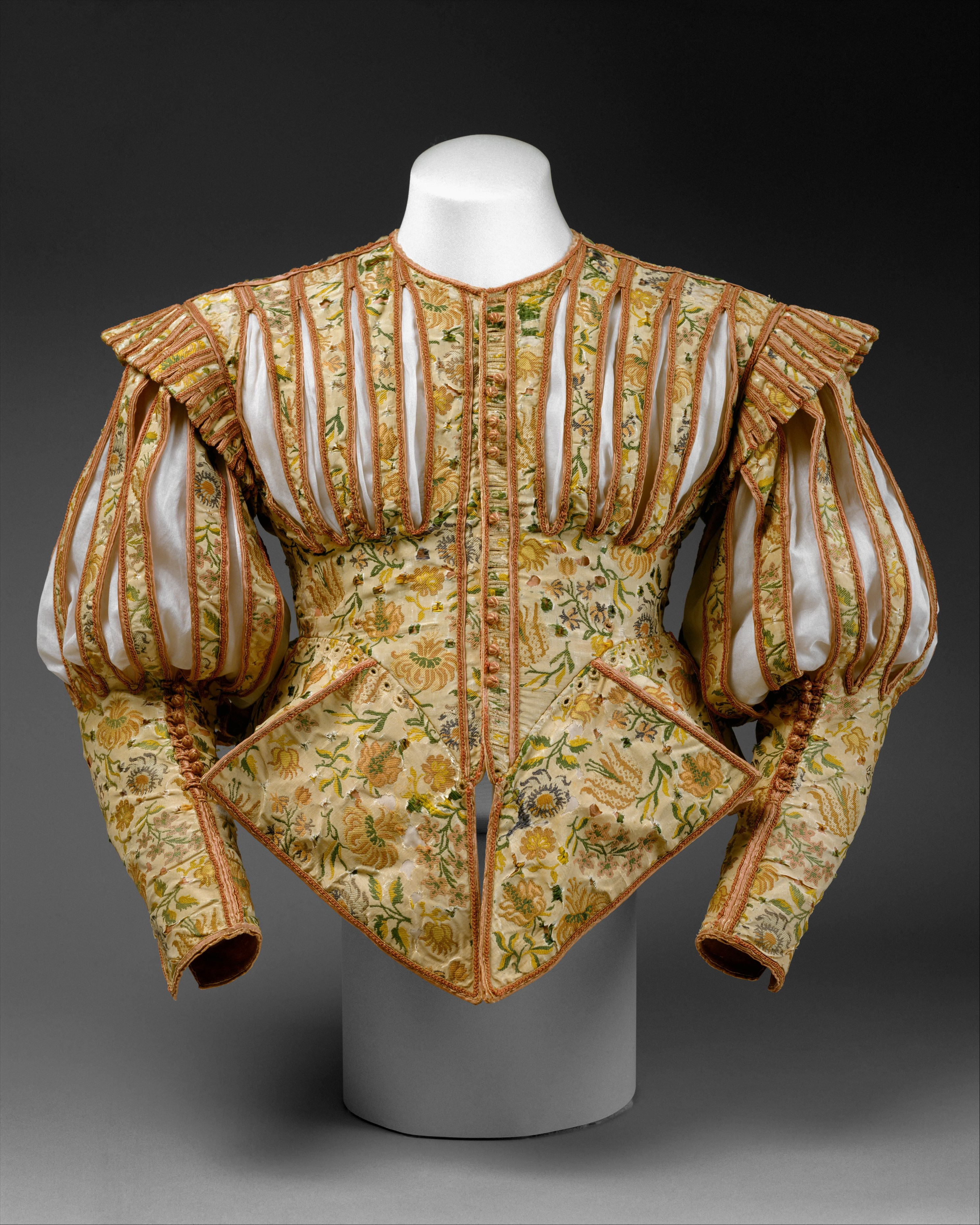
Farsetto, inizio anni '20 del Seicento. Anche qui mancano colletto e polsini. (Metropolitan Museum of Arts, New York)
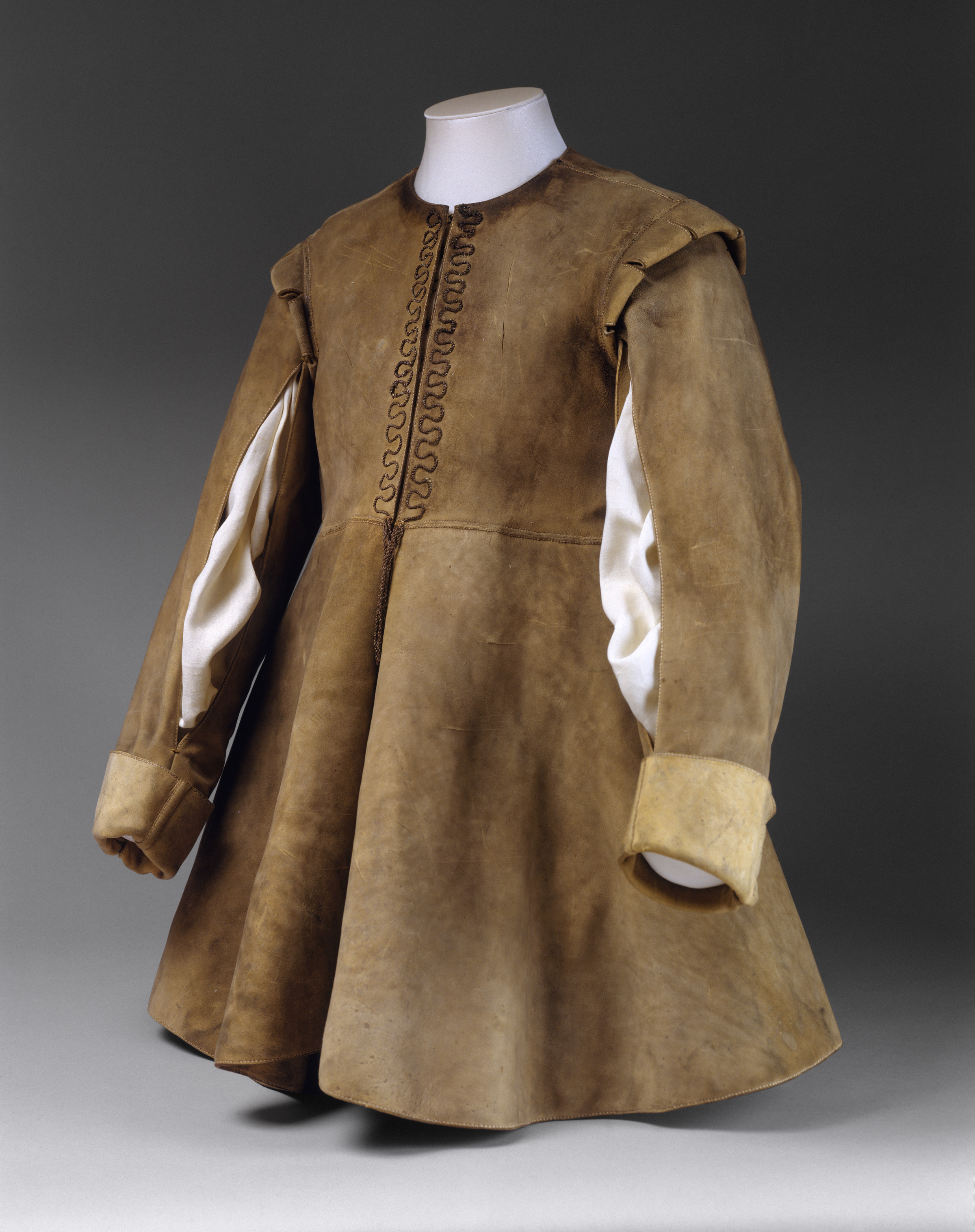
Una giacca di pelle da uomo, c. 1630-1640. Mancano il colletto e i polsini. (Metropolitan Museum of Arts, New York)

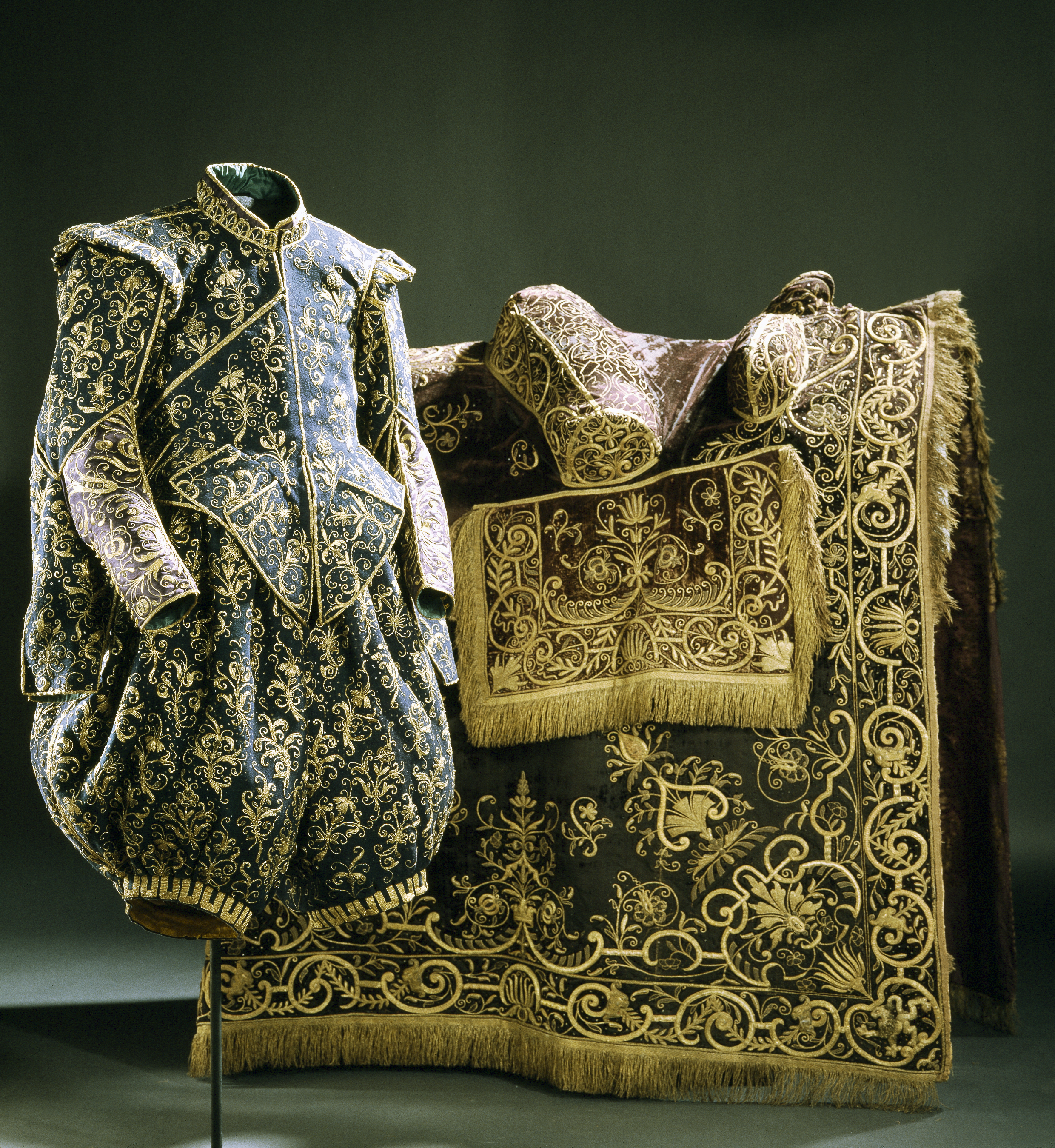
Abito da gala di Gustavo II Adolfo di Svezia (mancano colletti, polsini e nastri o fiocchi); dietro un pomposo sottosella (Livrustkammaren, Svezia)